# 日本の特別名勝一覧

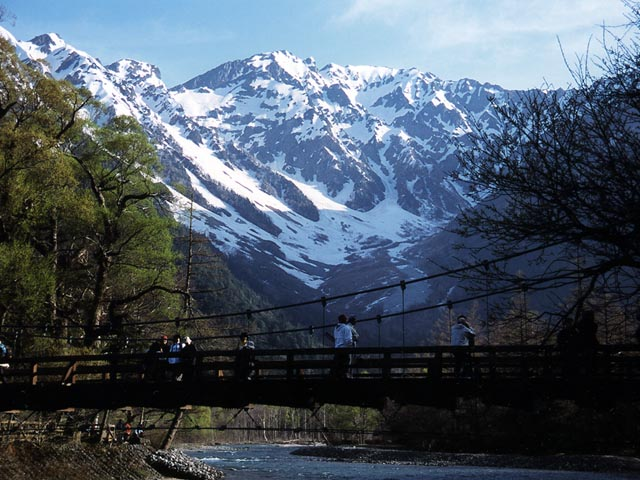
上高地

日本の特別名勝一覧（にほんのとくべつめいしょういちらん）は国（文部科学大臣）が文化財保護法に基づいて指定した特別名勝を一覧形式でまとめたものである。2019年7月現在、全36件。

## 北海道・東北地方

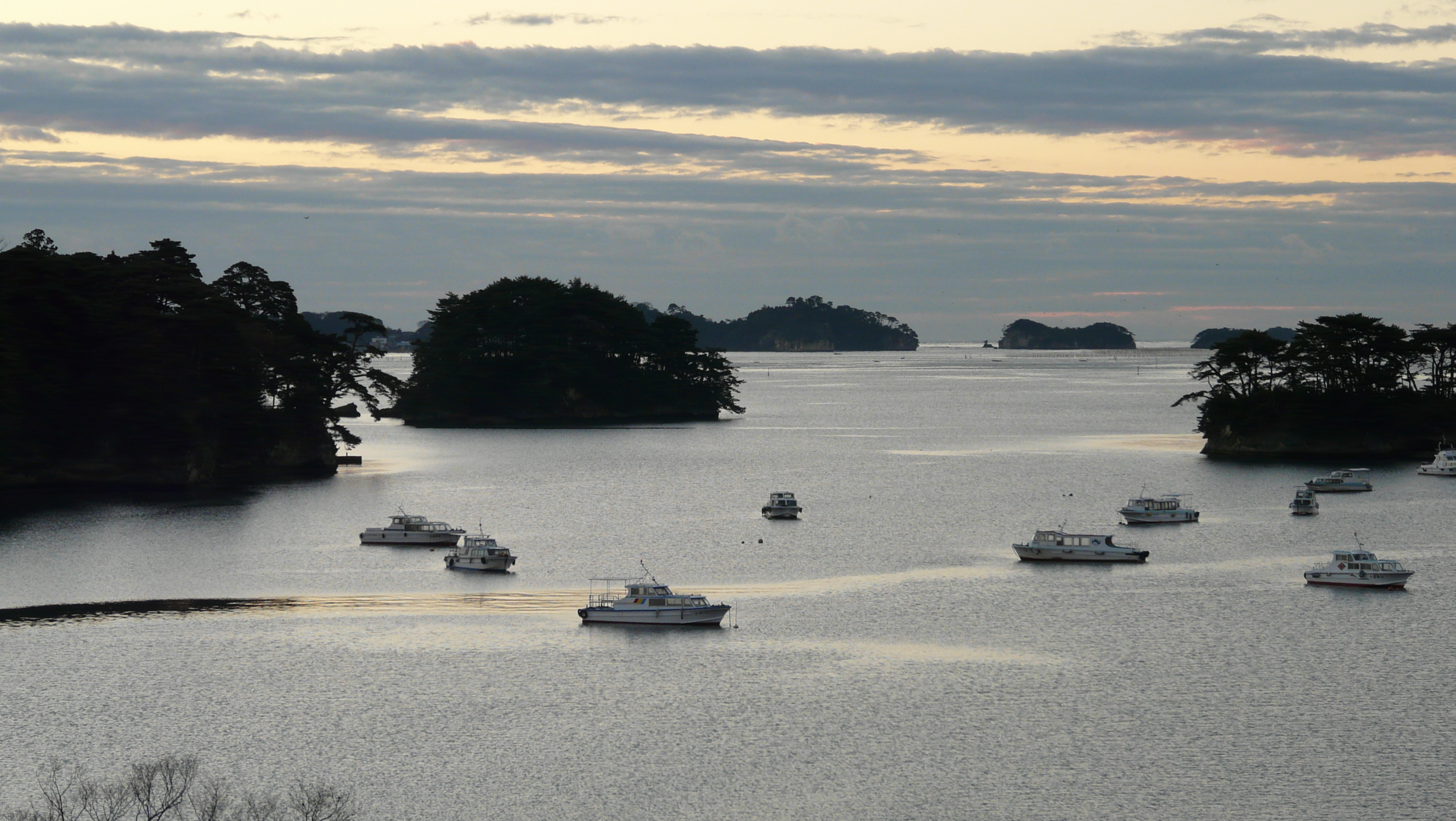
松島

- 十和田湖および奥入瀬渓流（とわだこおよびおいらせけいりゅう） 天然記念物との重複指定
- 毛越寺庭園（もうつうじていえん） 「毛越寺境内 附 鎮守社跡」として特別史跡に指定
- 松島（まつしま） 日本三景

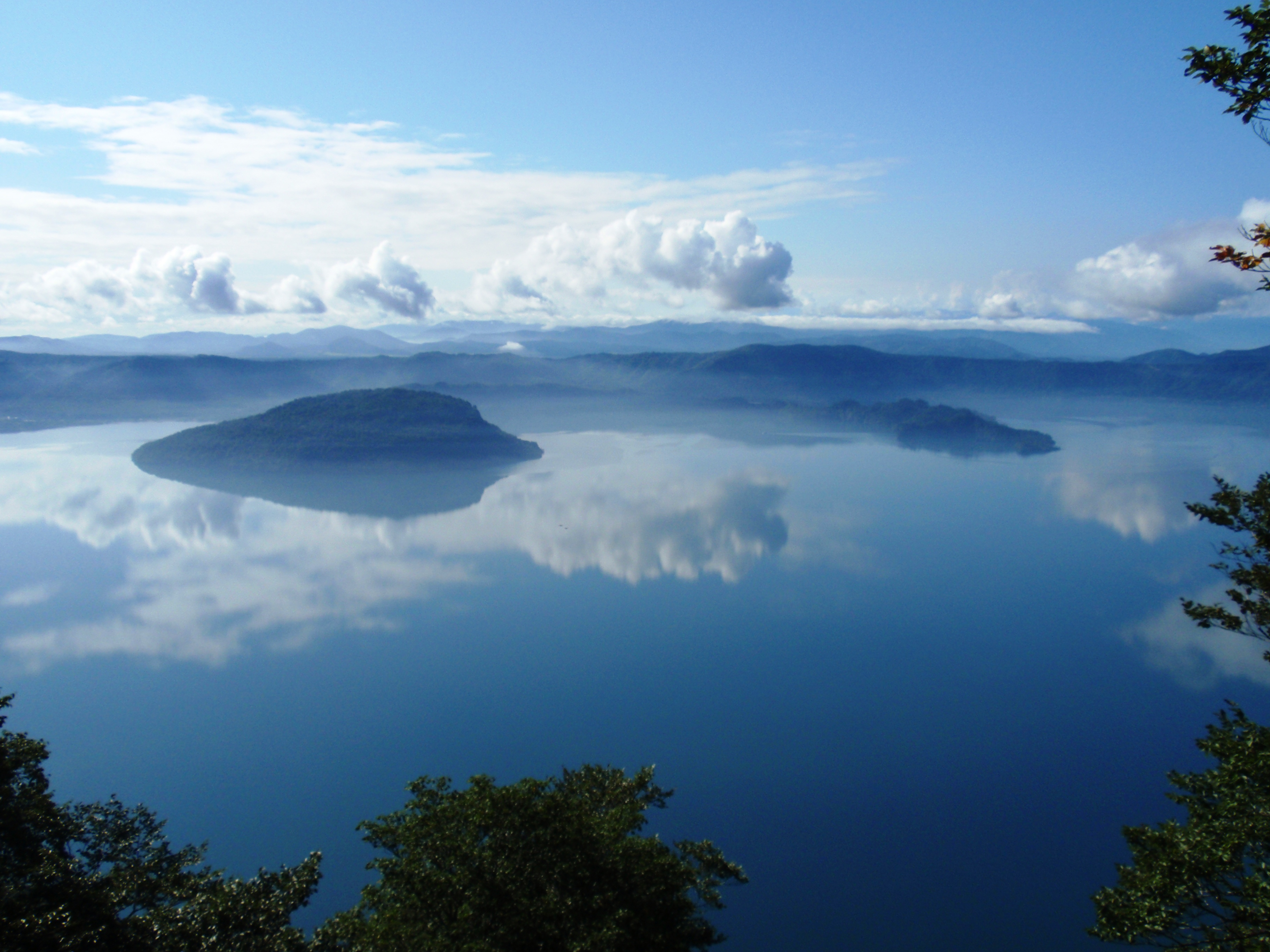
十和田湖
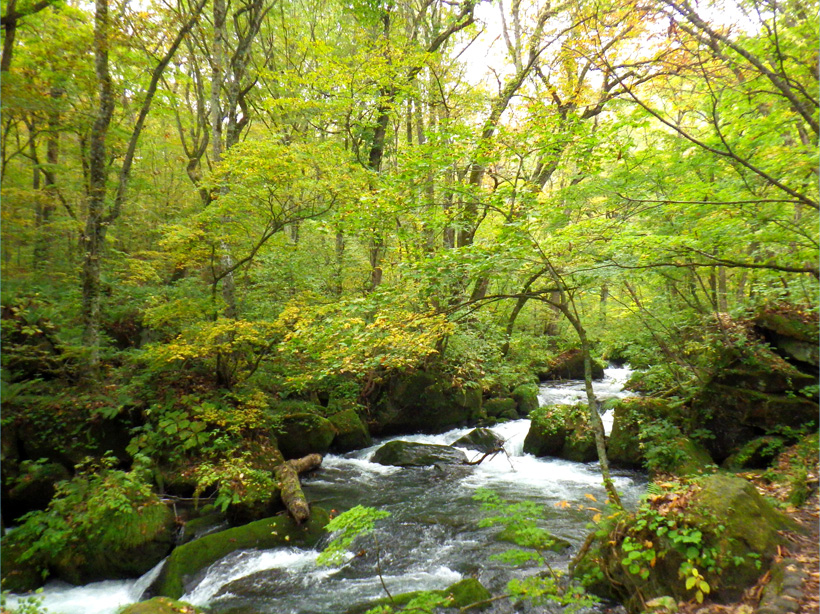
奥入瀬渓流
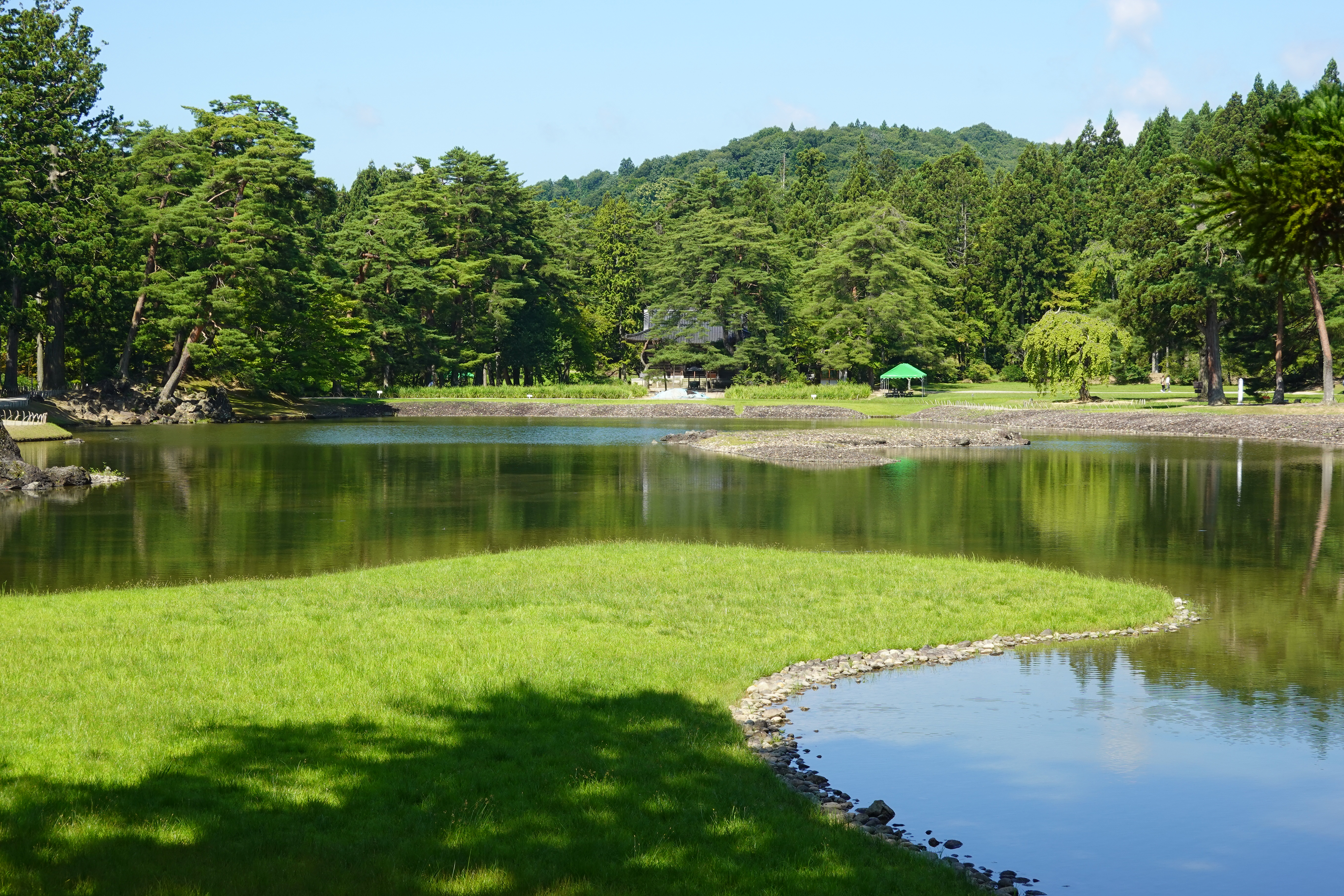
毛越寺庭園

## 関東地方
- 六義園（りくぎえん）

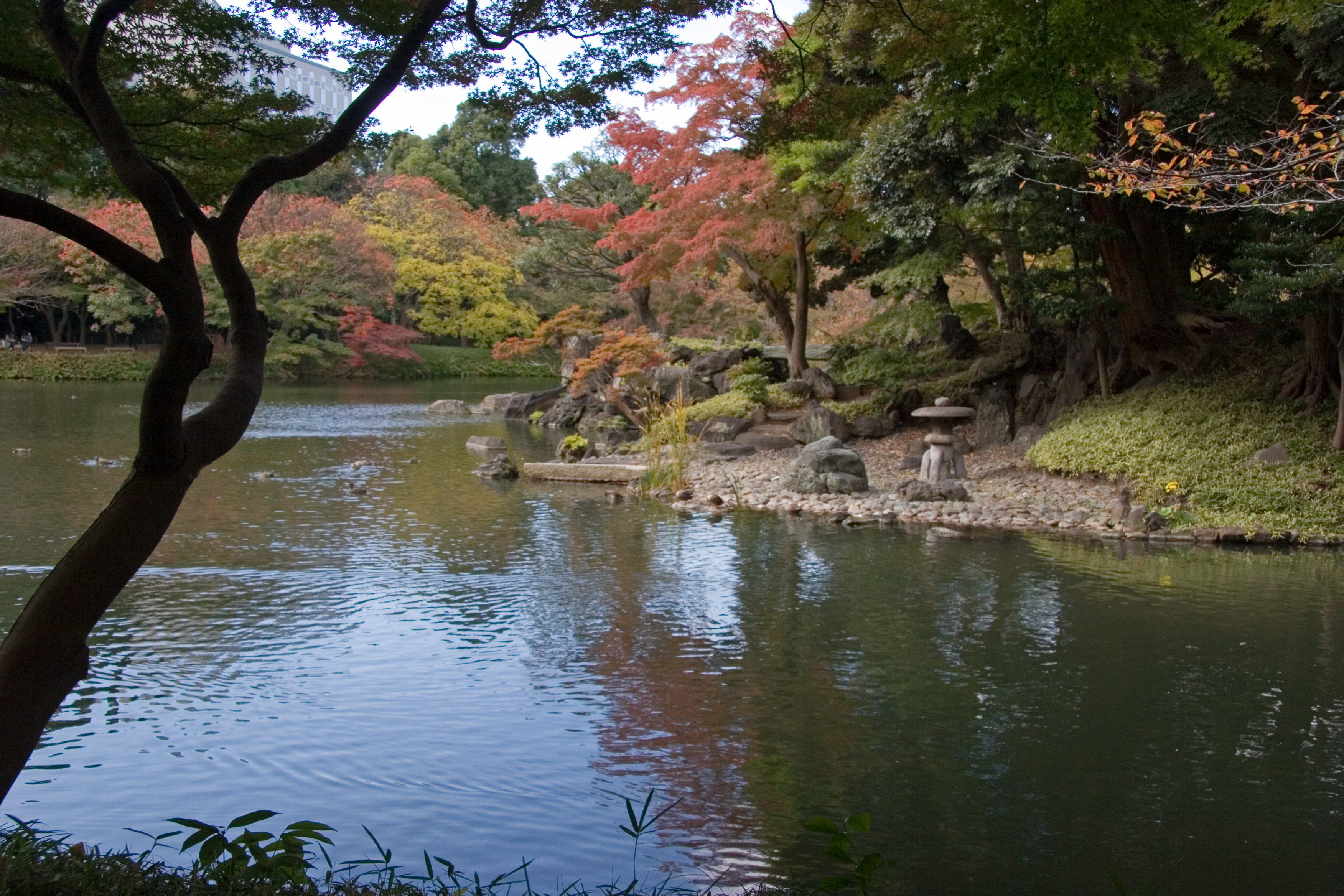
小石川後楽園

- 小石川後楽園（こいしかわこうらくえん）特別史跡 との重複指定
- 旧浜離宮庭園（きゅうはまりきゅうていえん） 特別史跡との重複指定

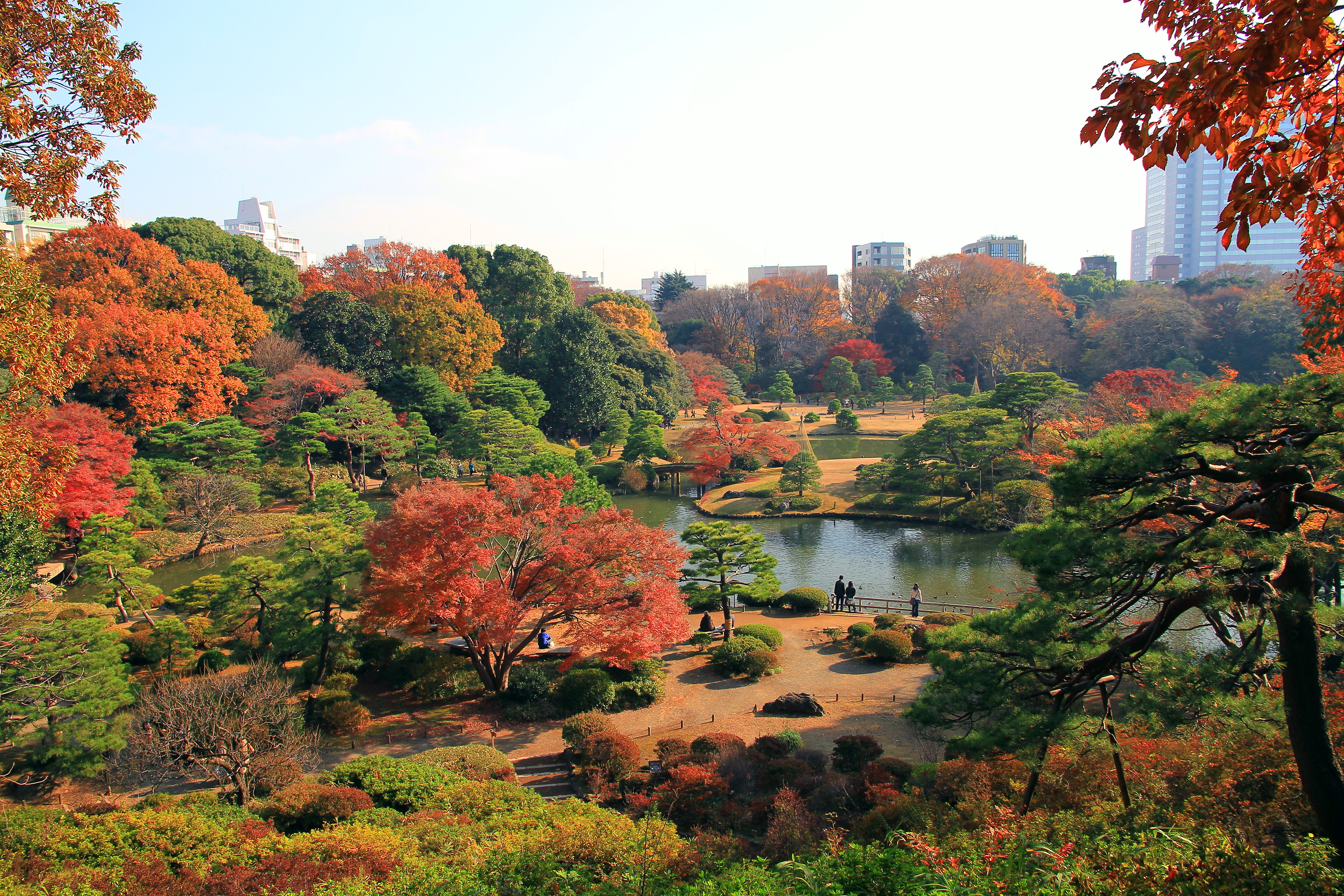
六義園
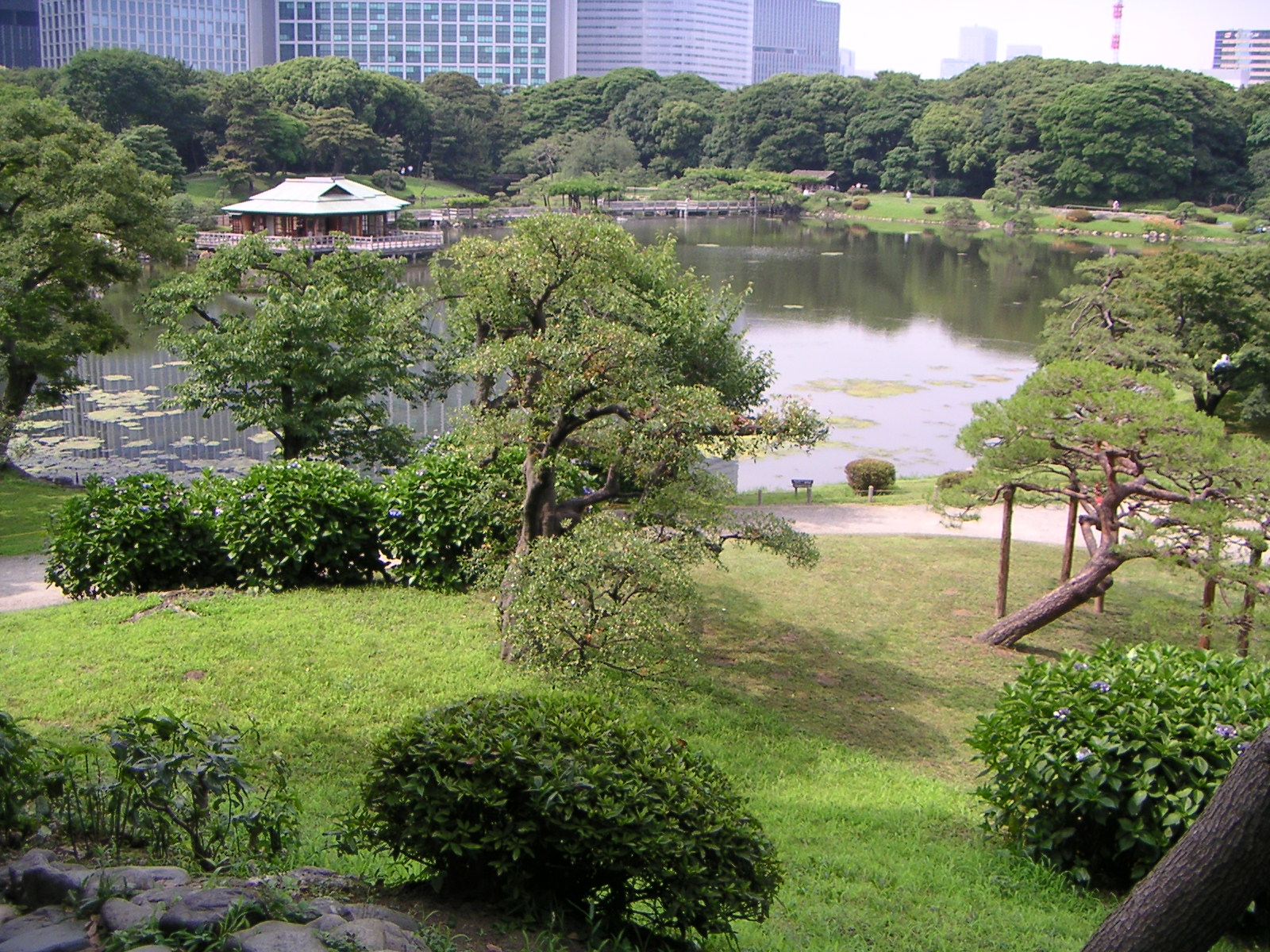
旧浜離宮庭園

## 中部地方
- 御岳昇仙峡（みたけしょうせんきょう）
- 上高地（かみこうち）特別天然記念物 との重複指定
- 富士山（ふじさん）
- 黒部峡谷 附 猿飛ならびに奥鐘山（くろべきょうこく つけたり さるとびならびにおくかねやま） 特別天然記念物との重複指定
- 兼六園（けんろくえん） 日本三名園
- 一乗谷朝倉氏庭園（いちじょうだにあさくらしていえん）「一乗谷朝倉氏遺跡」として特別史跡に指定

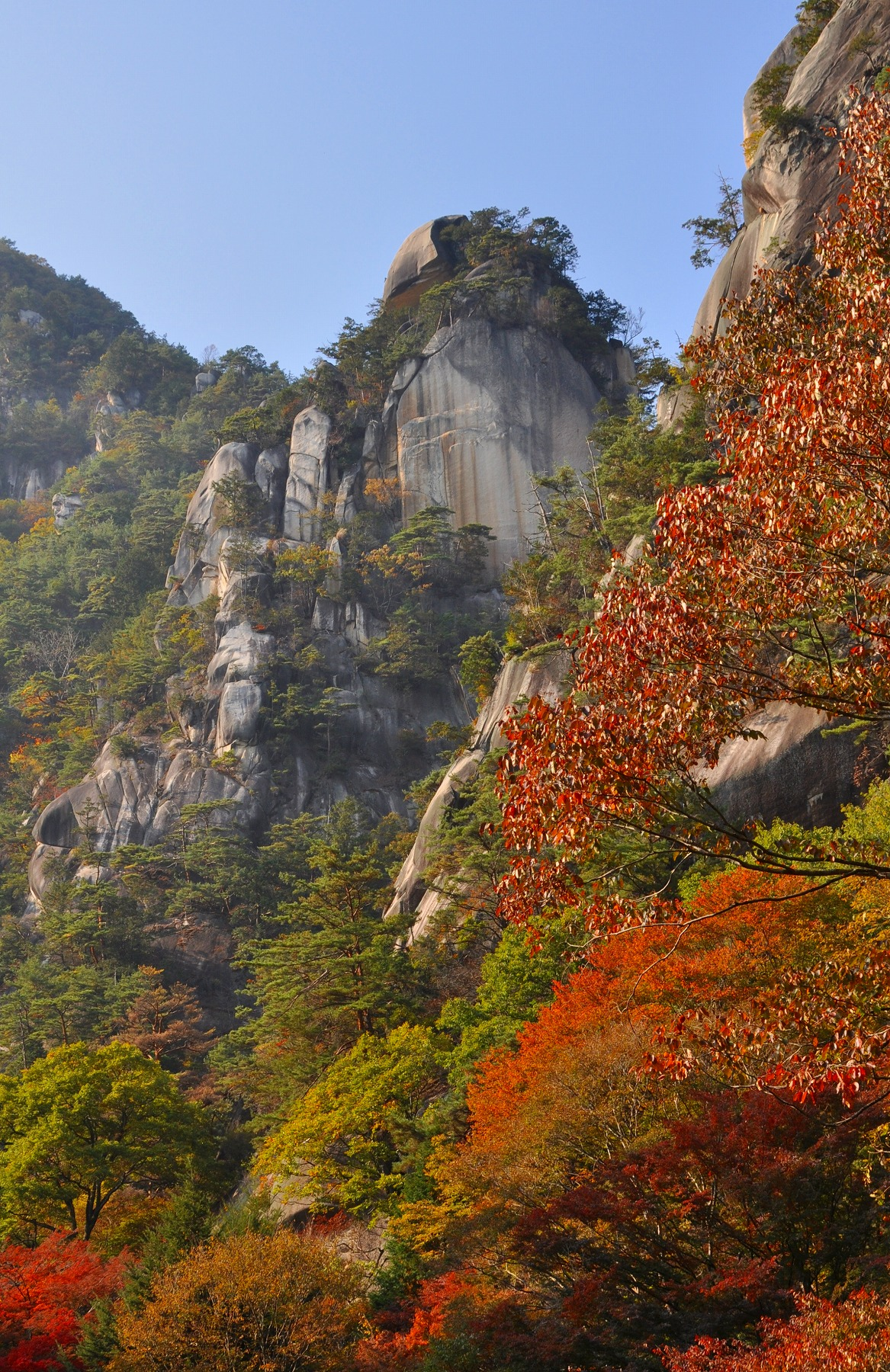
御岳昇仙峡
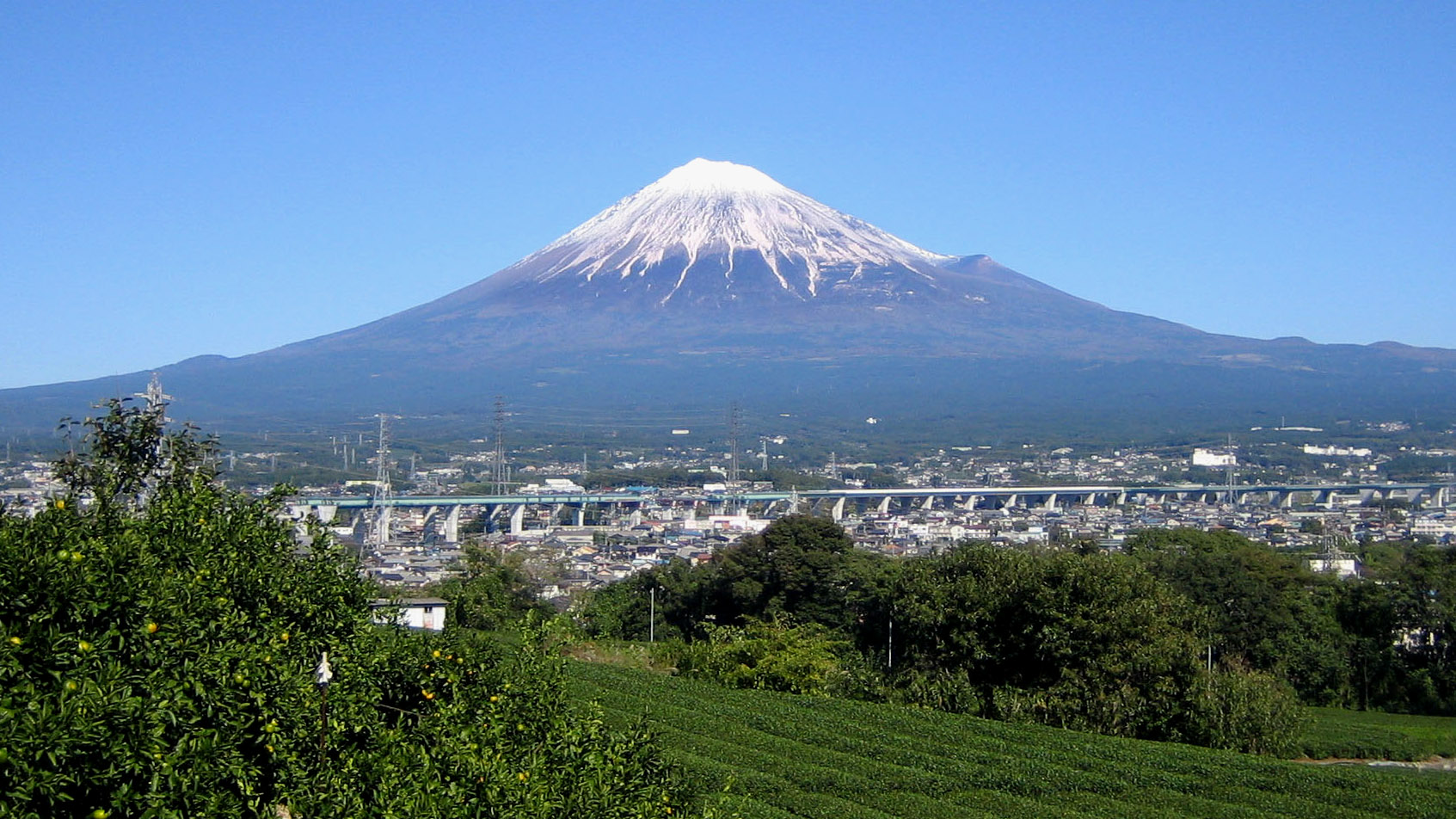
富士山
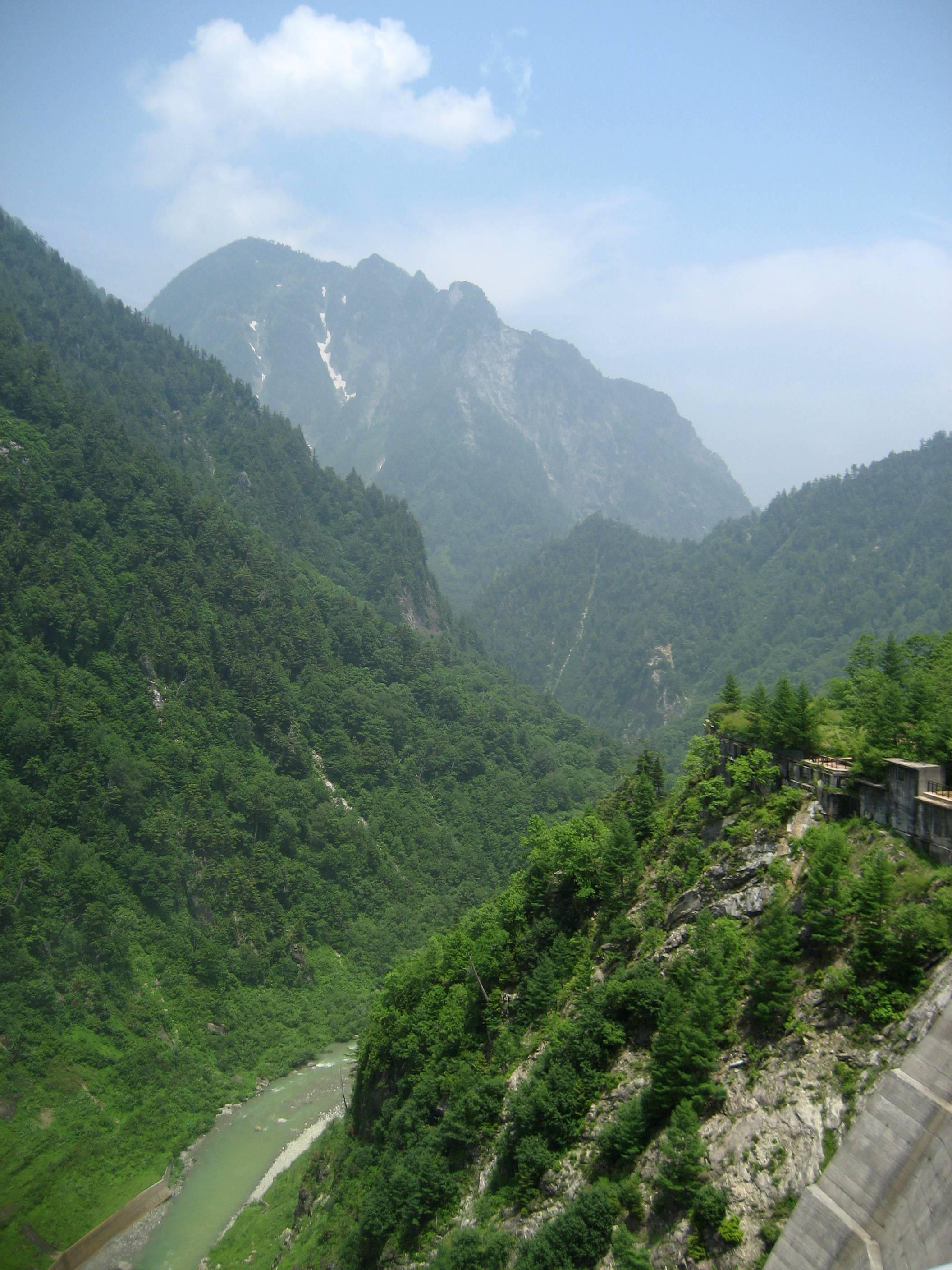
黒部峡谷
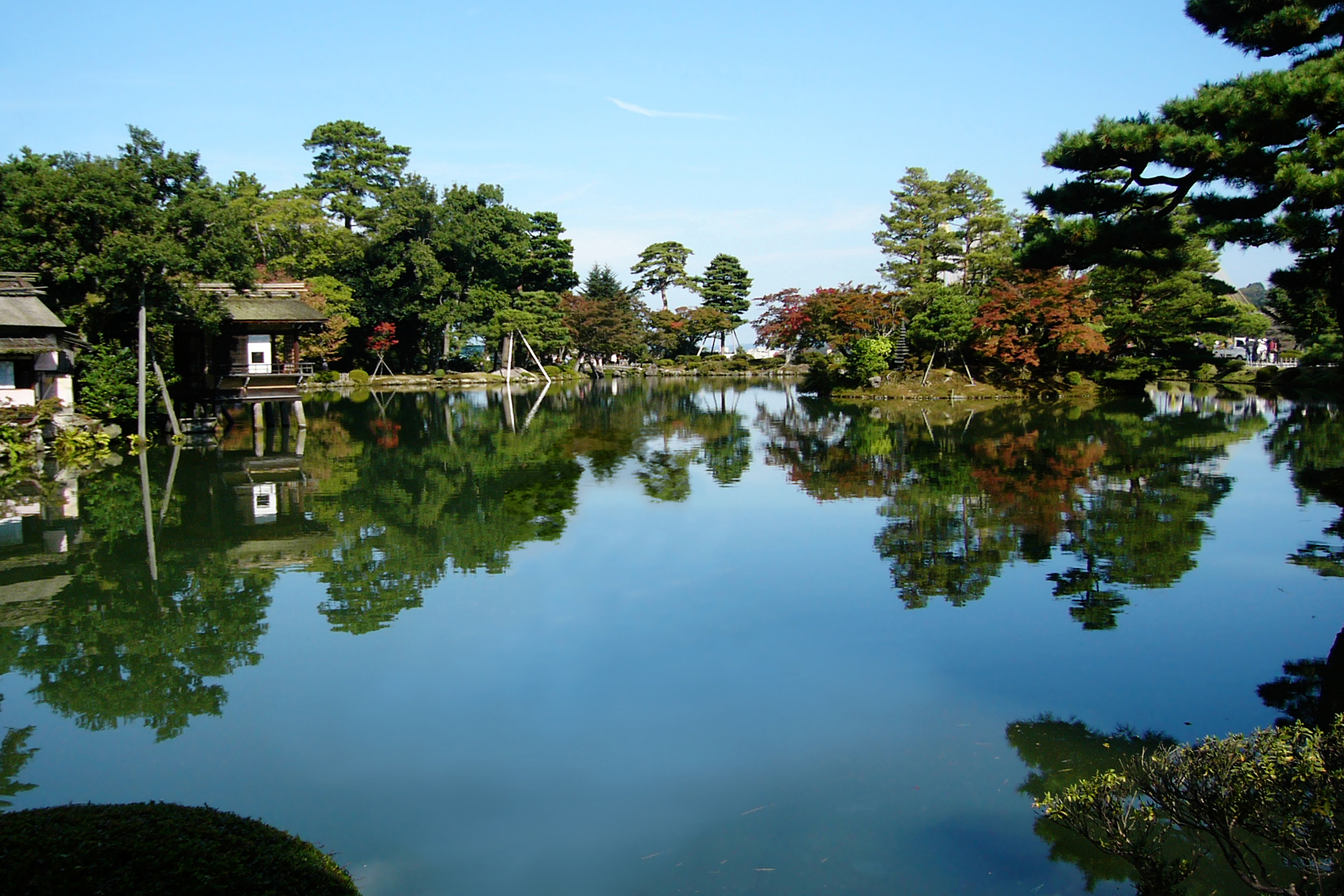
兼六園
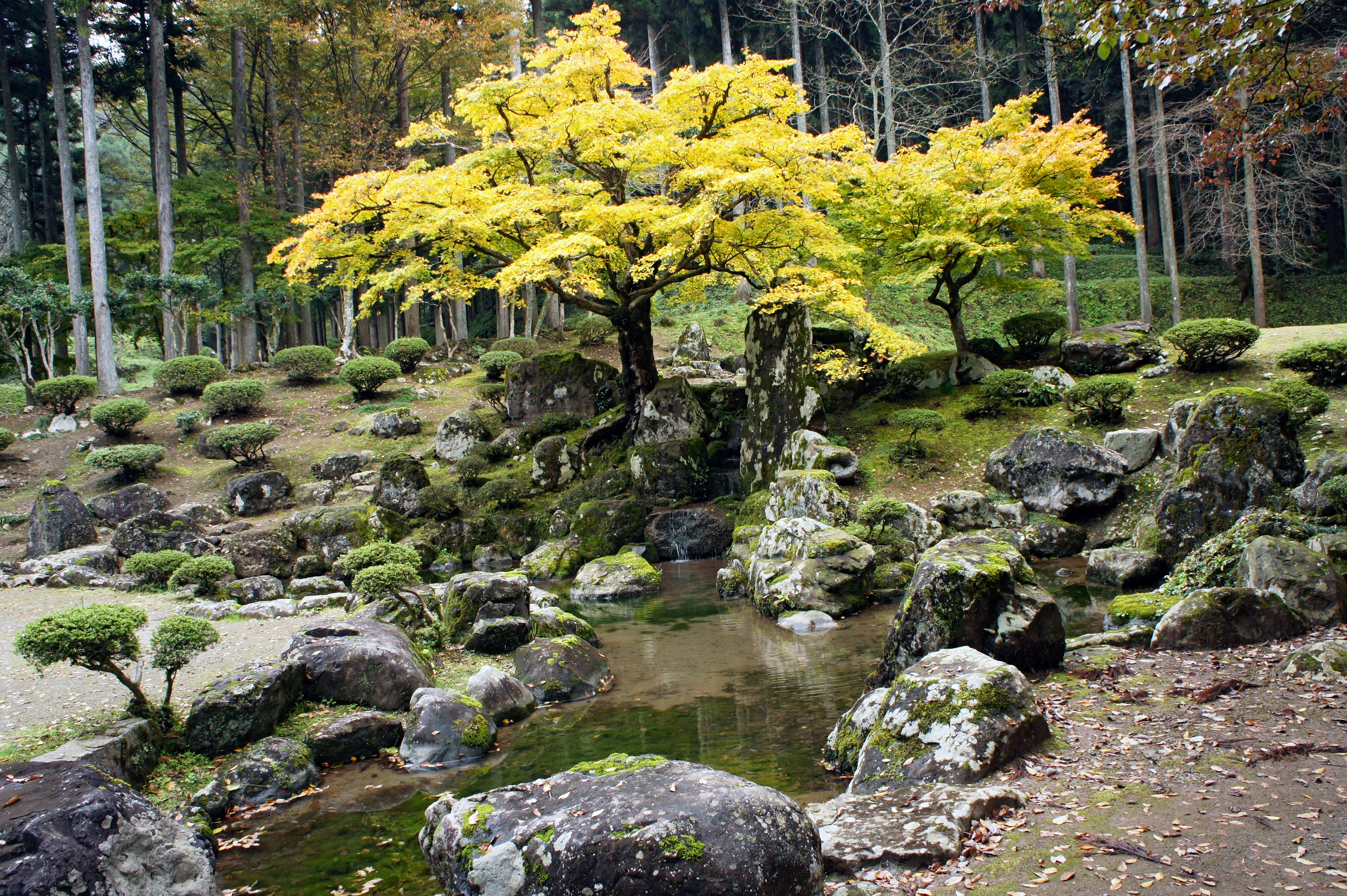
一乗谷朝倉氏庭園

## 近畿地方
- 天橋立（あまのはしだて） 日本三景

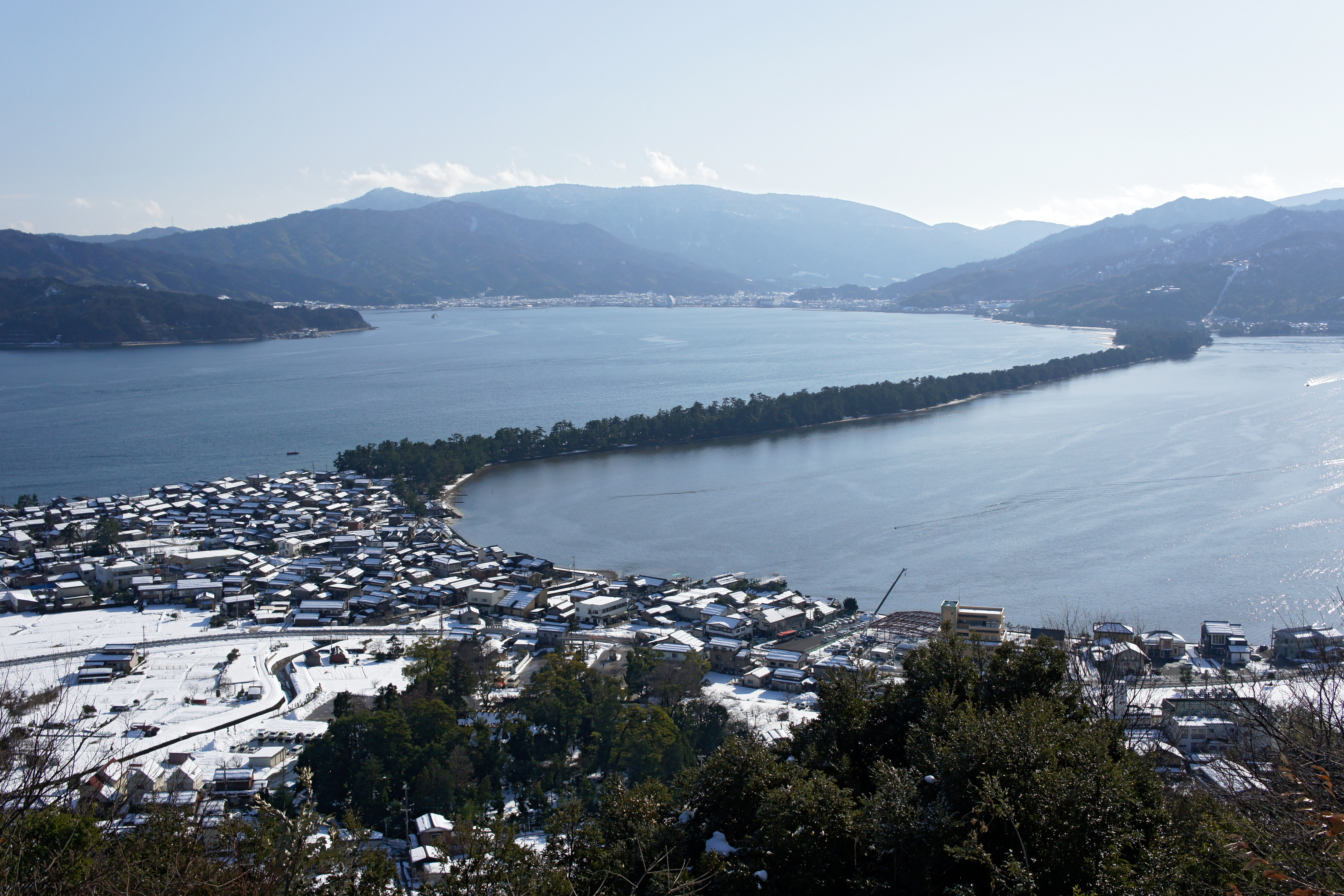
天橋立

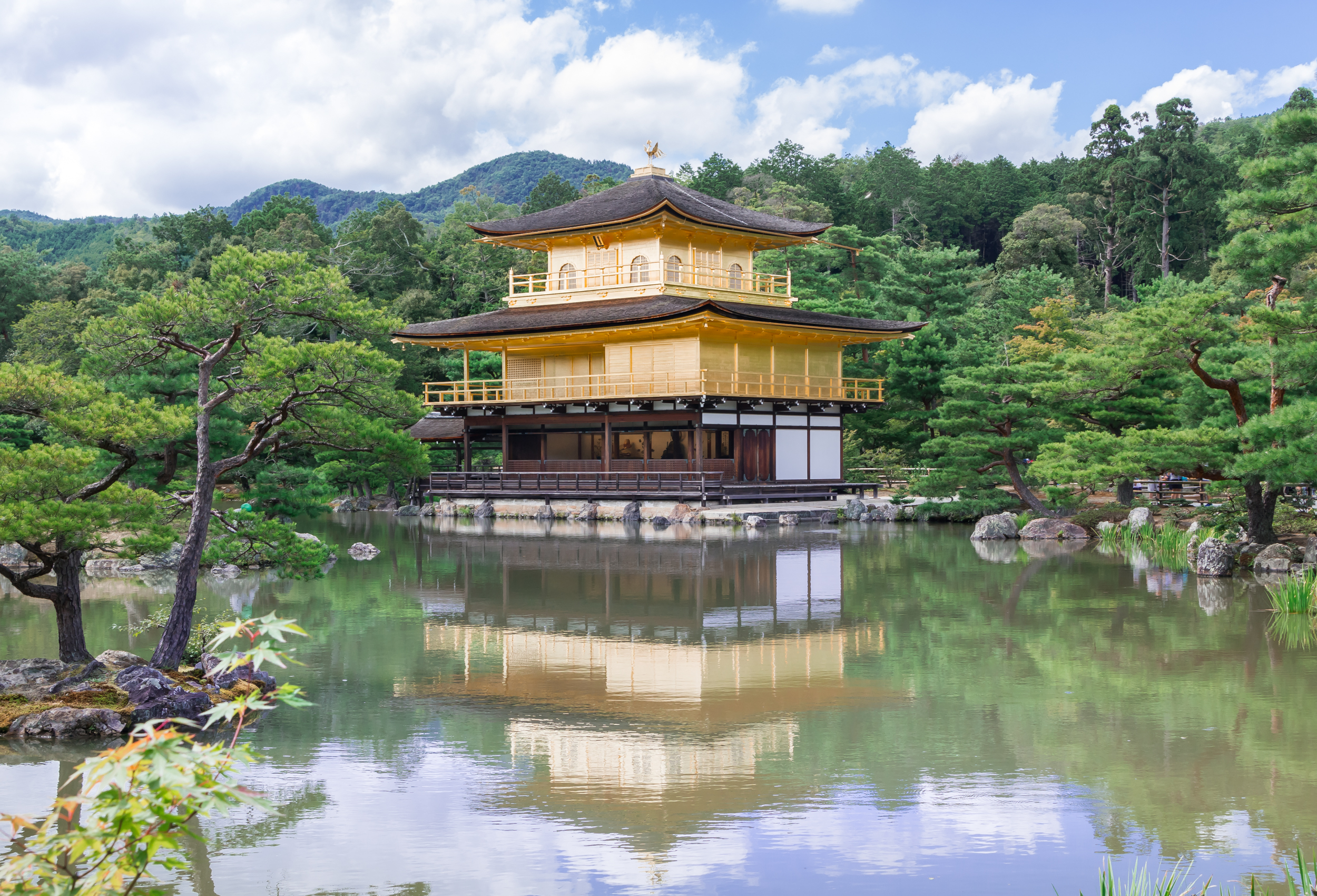
鹿苑寺（金閣寺）庭園

- 大仙院書院庭園（だいせんいんしょいんていえん） 史跡 との重複指定
- 大徳寺方丈庭園（だいとくじほうじょうていえん） 史跡との重複指定
- 鹿苑寺（金閣寺）庭園（ろくおんじ（きんかくじ）ていえん） 特別史跡との重複指定
- 龍安寺方丈庭園（りょうあんじほうじょうていえん） 史跡との重複指定
- 慈照寺（銀閣寺）庭園（じしょうじ（ぎんかくじ）ていえん） 特別史跡との重複指定
- 法金剛院青女滝 附 五位山（ほうこんごういんせいじょのたき つけたり ごいさん）
- 天龍寺庭園（てんりゅうじていえん） 史跡との重複指定
- 二条城二之丸庭園（にじょうじょうにのまるていえん）
- 金地院庭園（こんちいんていえん）
- 本願寺大書院庭園（ほんがんじだいしょいんていえん） 史跡との重複指定
- 西芳寺庭園（さいほうじていえん） 史跡との重複指定
- 醍醐寺三宝院庭園（だいごじさんぼういんていえん） 特別史跡との重複指定
- 浄瑠璃寺庭園（じょうるりじていえん） 史跡との重複指定
- 平城京左京三条二坊宮跡庭園（へいじょうきょうさきょうさんじょうにぼうみやあとていえん） 特別史跡との重複指定
- 平城宮東院庭園（へいじょうきゅうとういんていえん）
- 瀞八丁（どろはっちょう） 天然記念物との重複指定

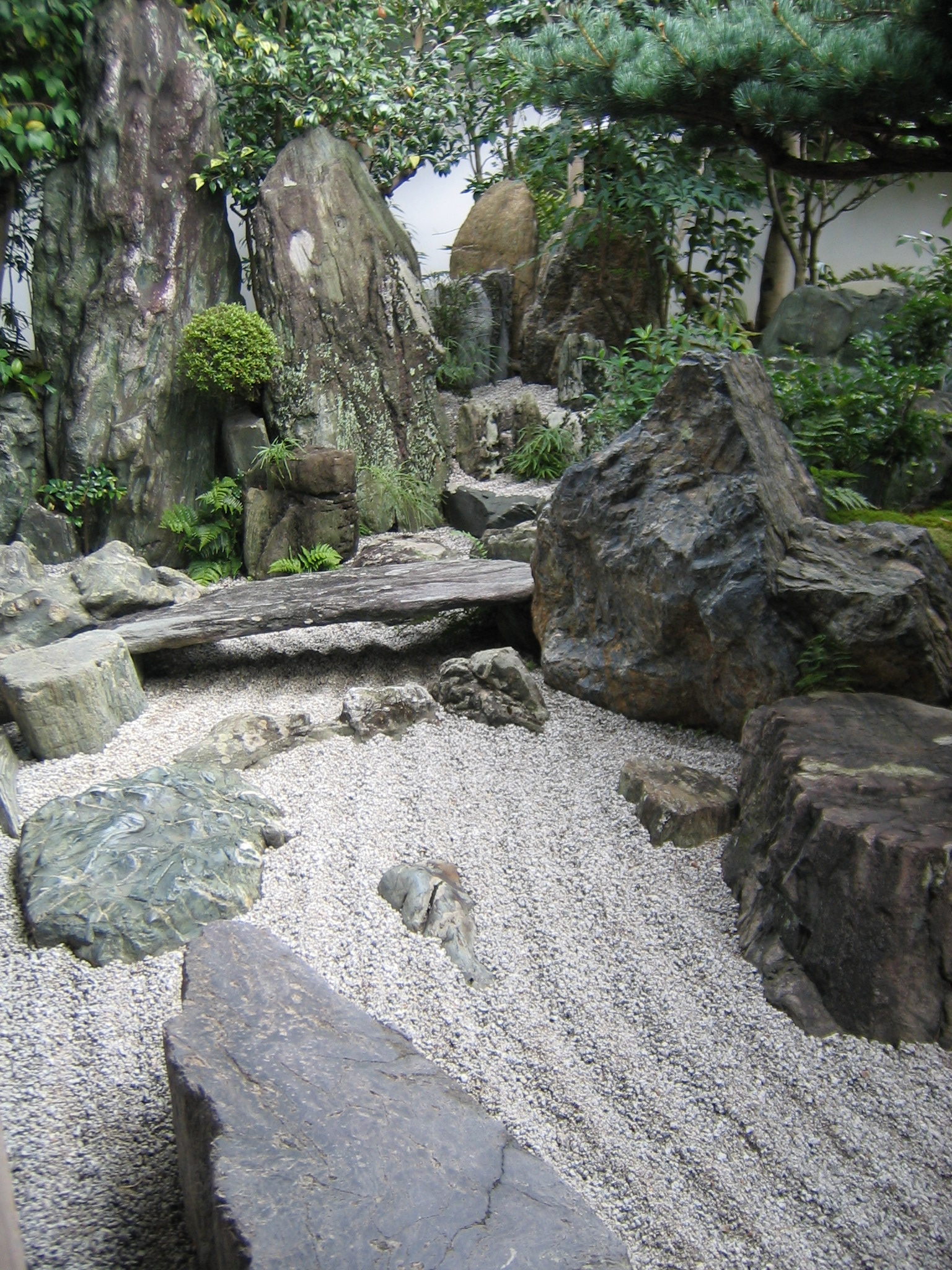
大仙院書院庭園
龍安寺方丈庭園
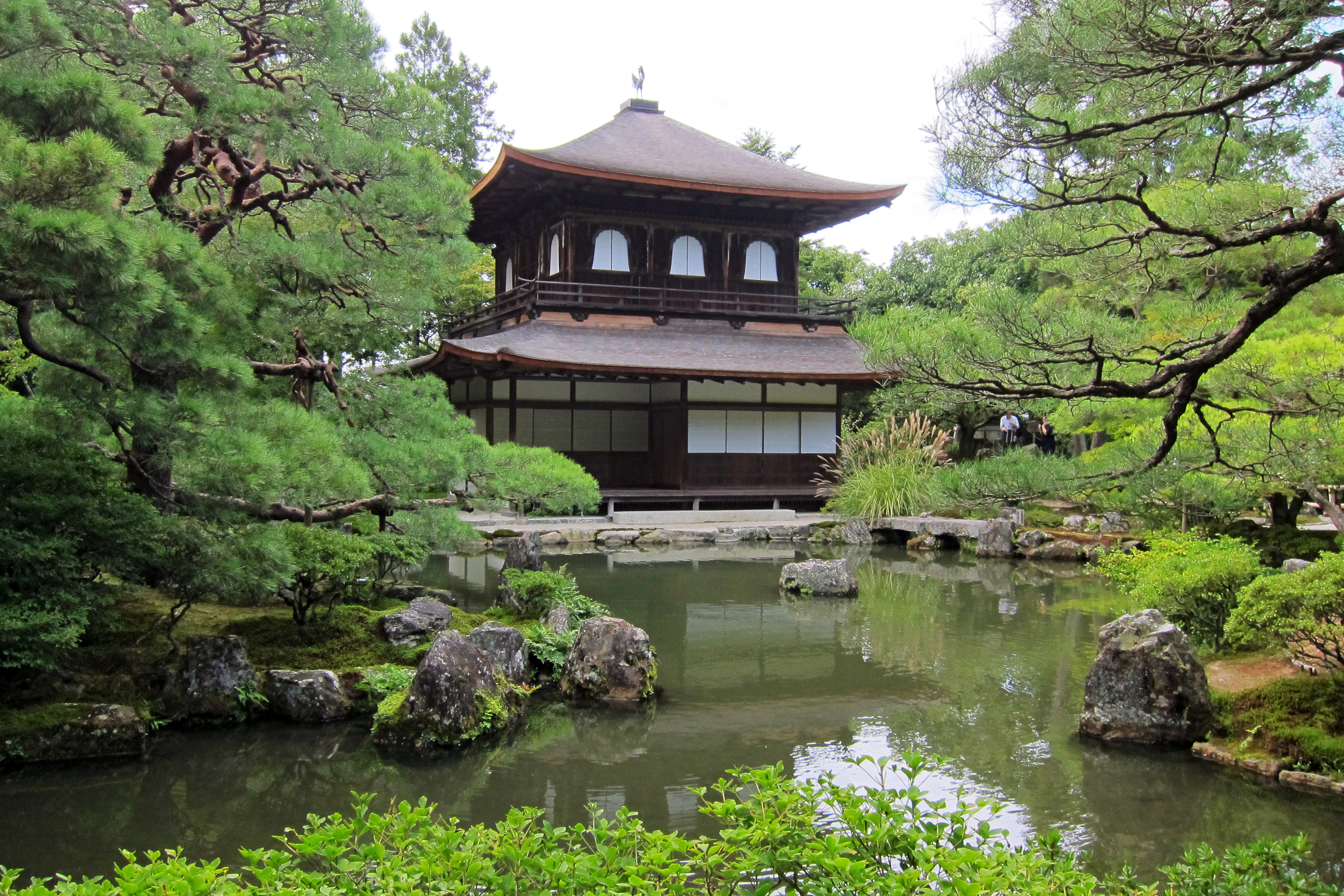
慈照寺（銀閣寺）庭園
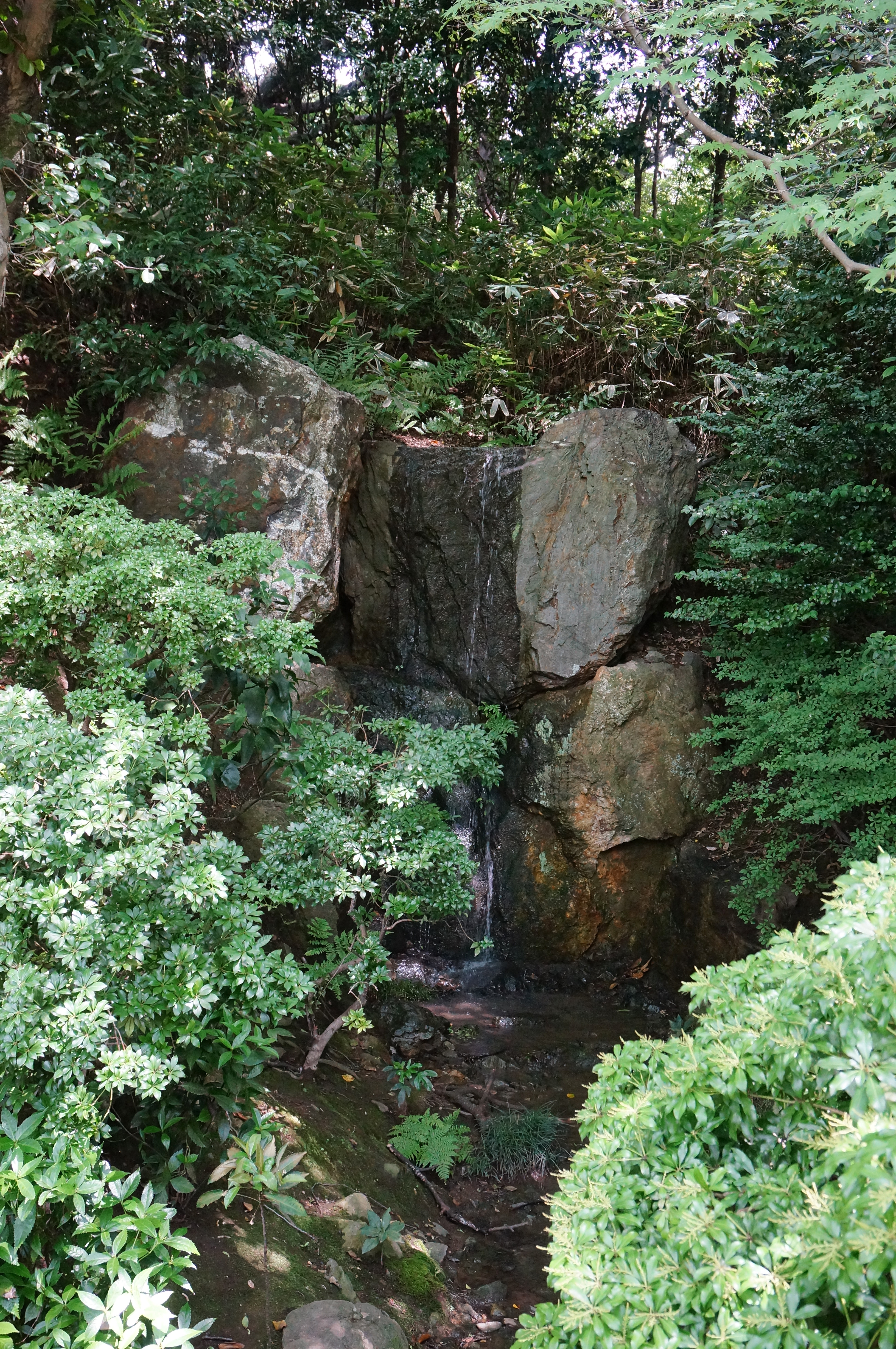
青女滝
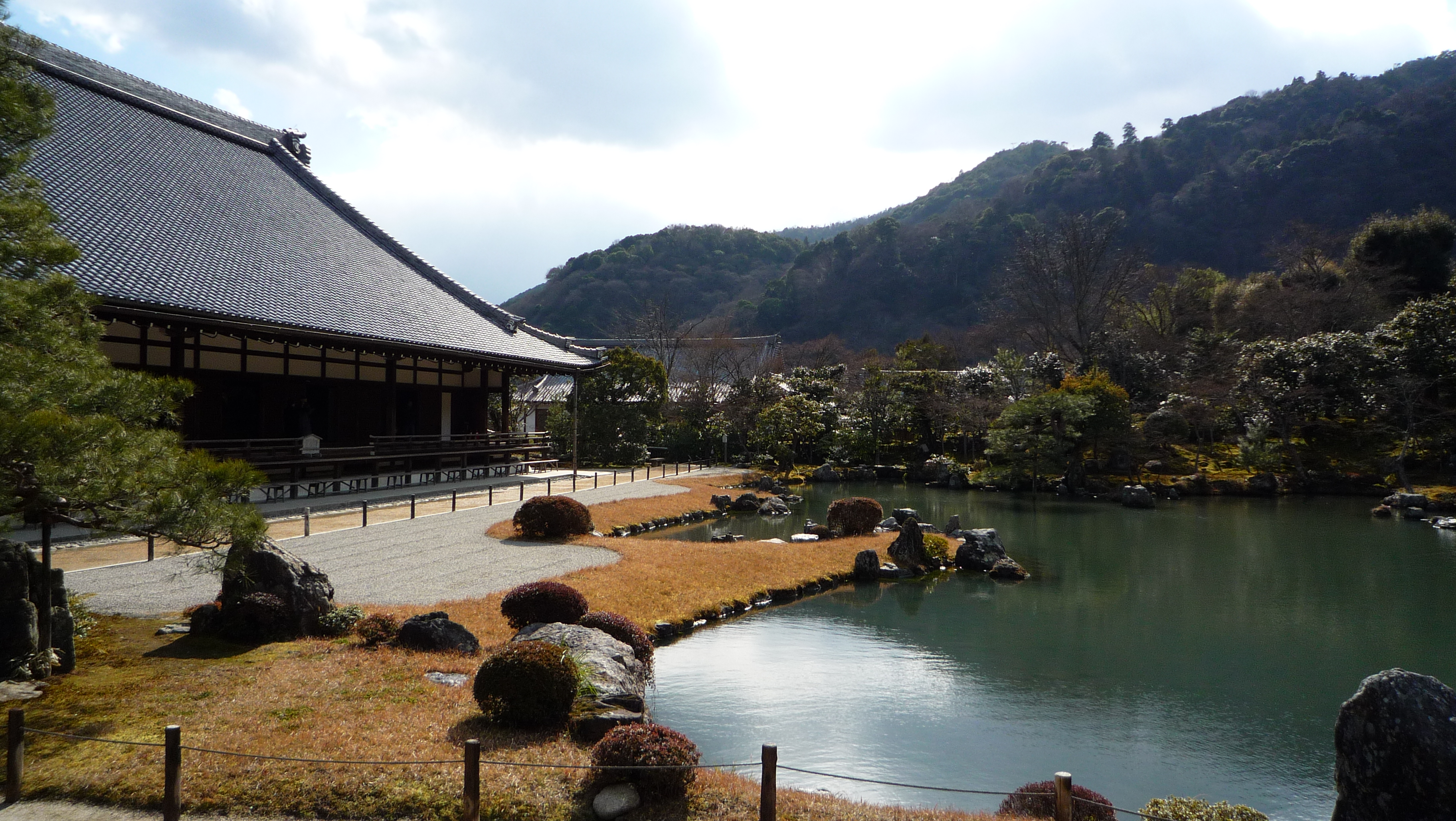
天龍寺庭園
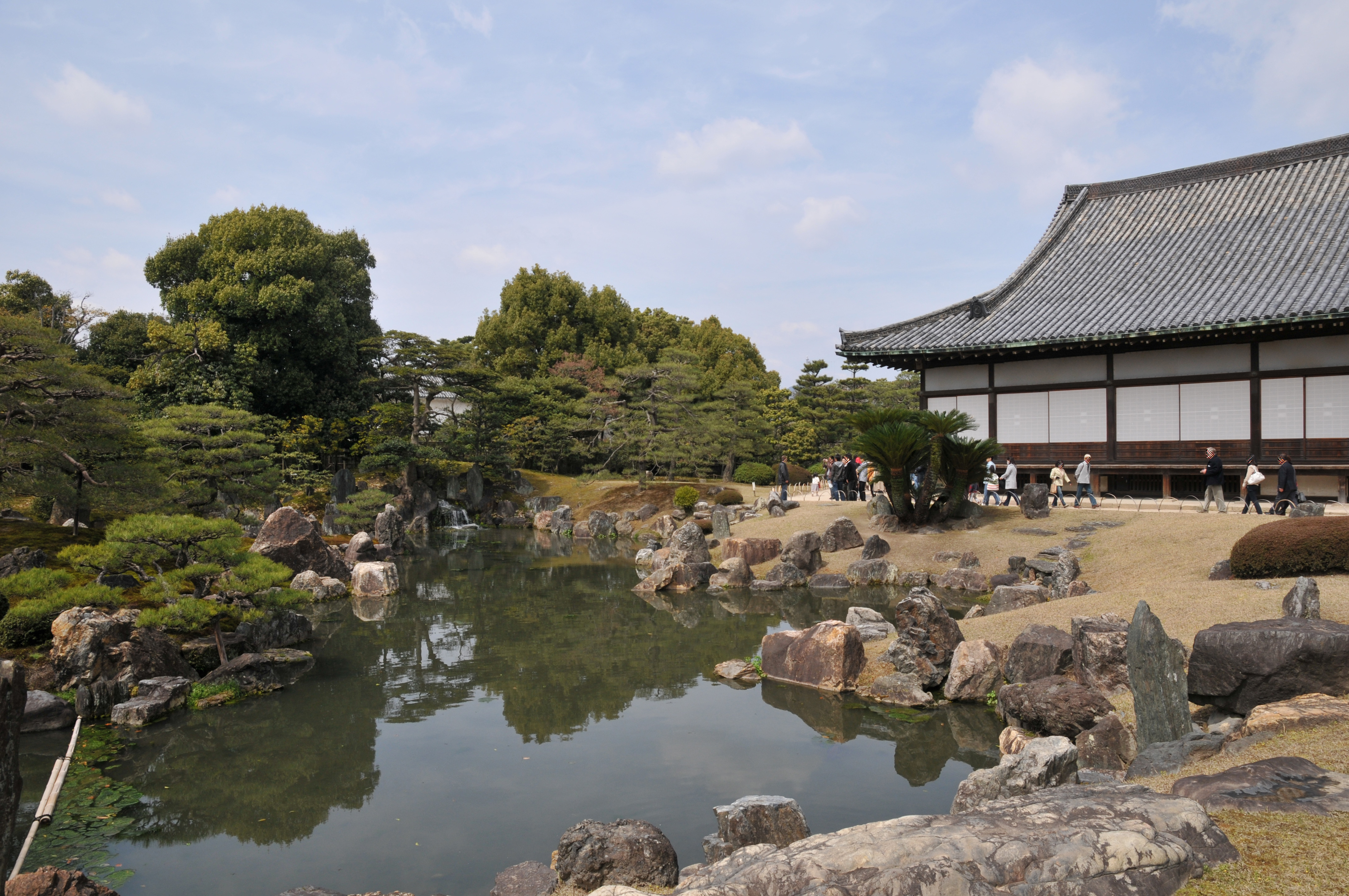
二条城二之丸庭園
金地院庭園
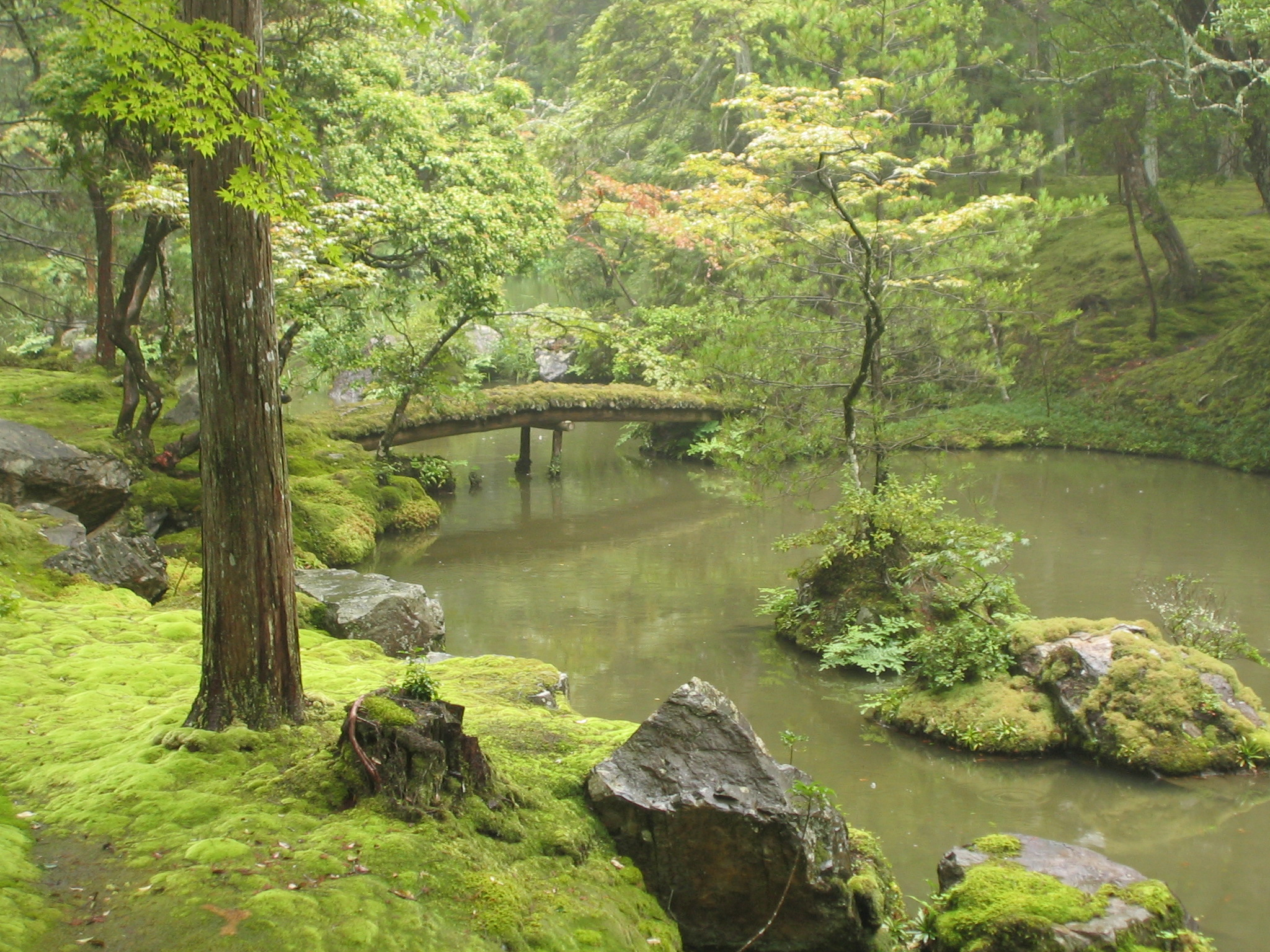
西芳寺庭園
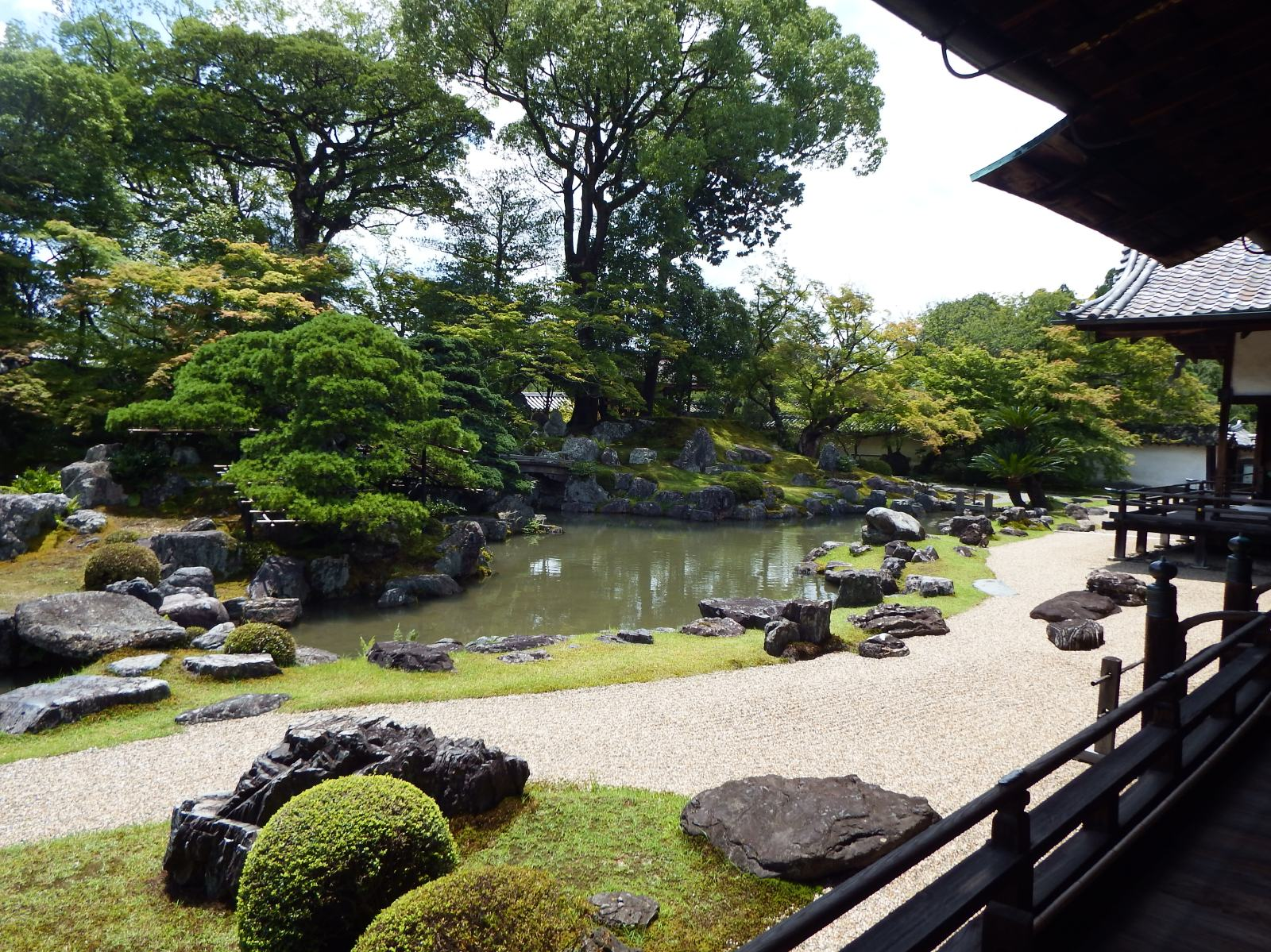
醍醐寺三宝院庭園
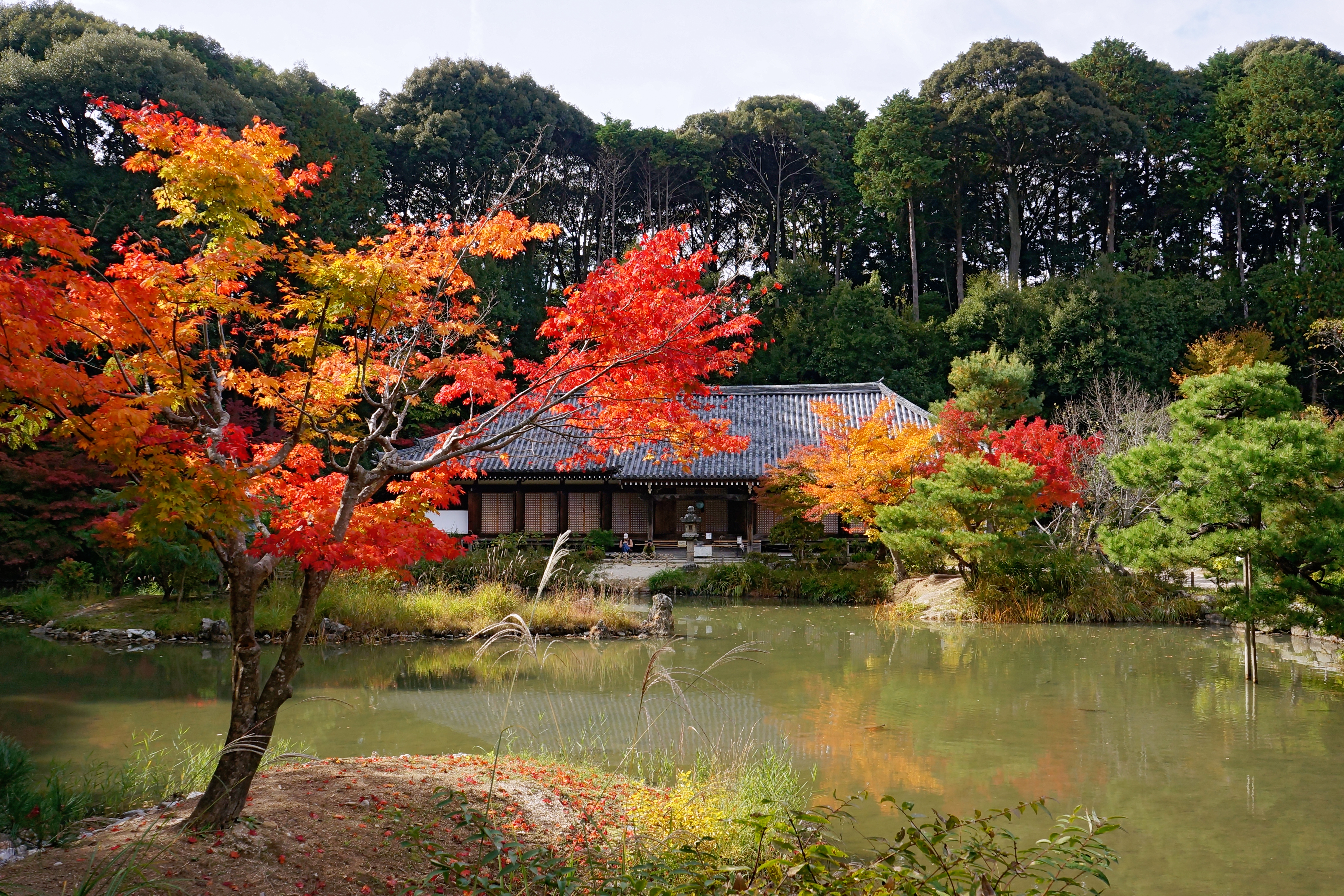
浄瑠璃寺庭園
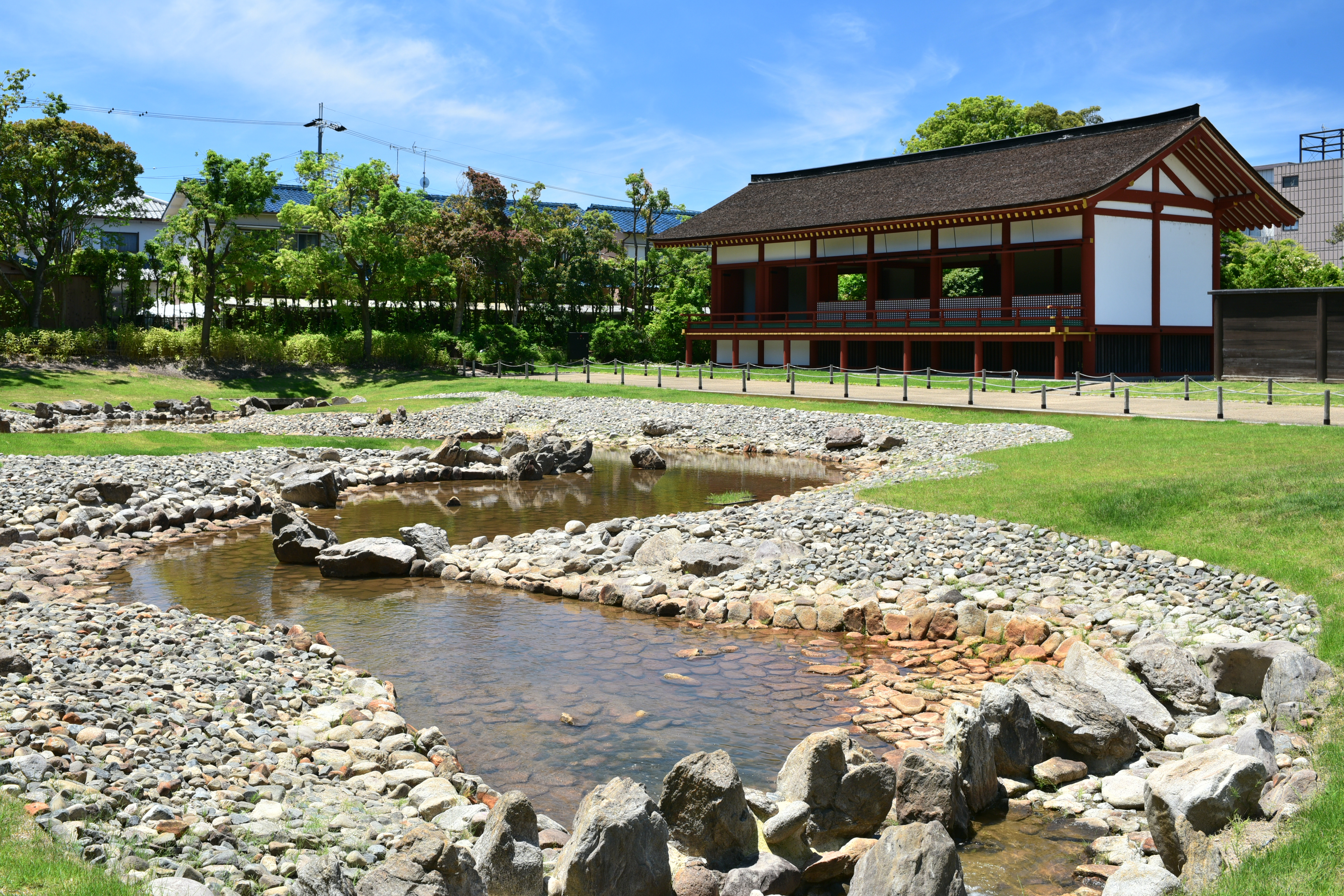
平城京左京三条二坊宮跡庭園
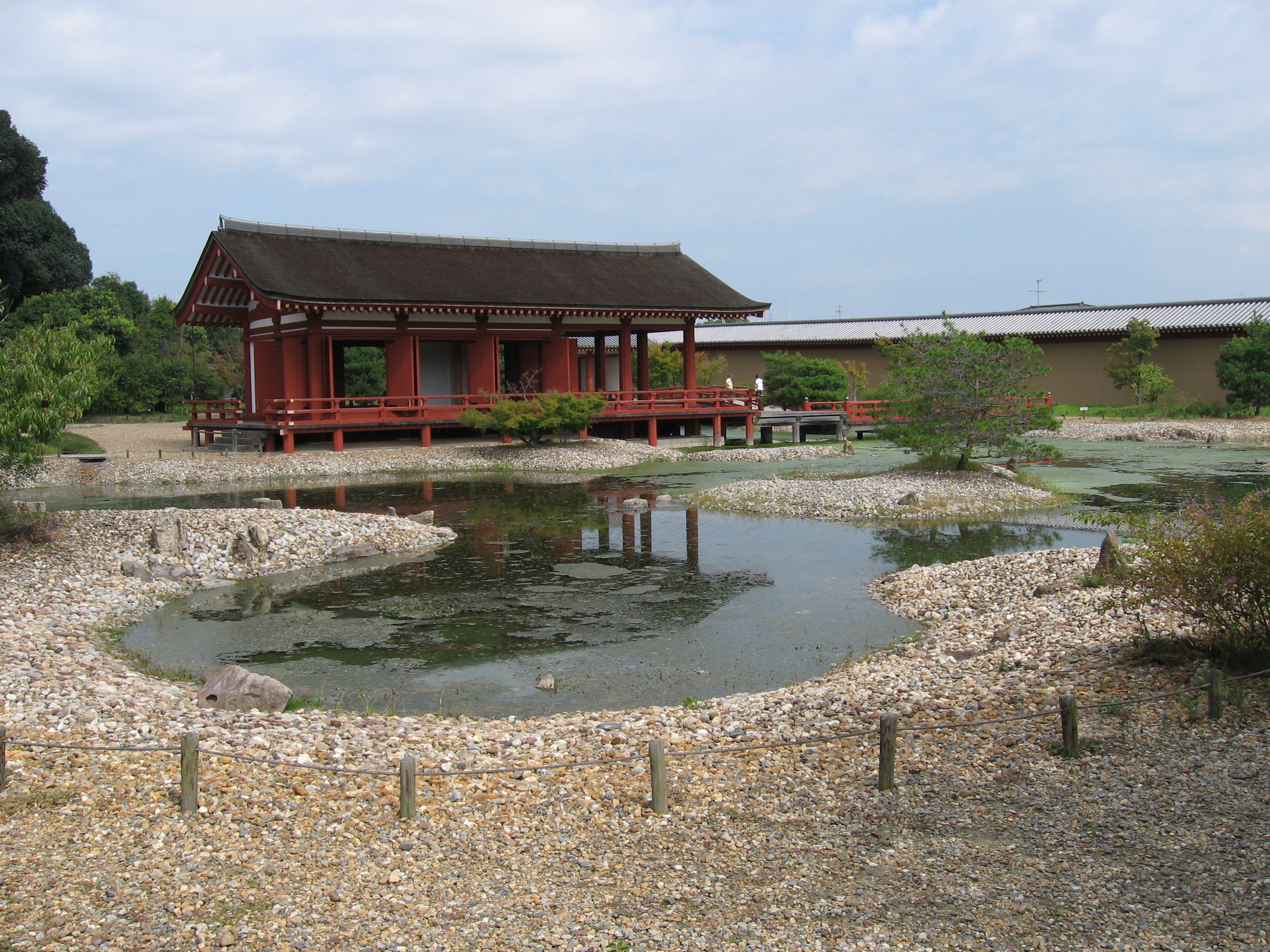
平城宮東院庭園
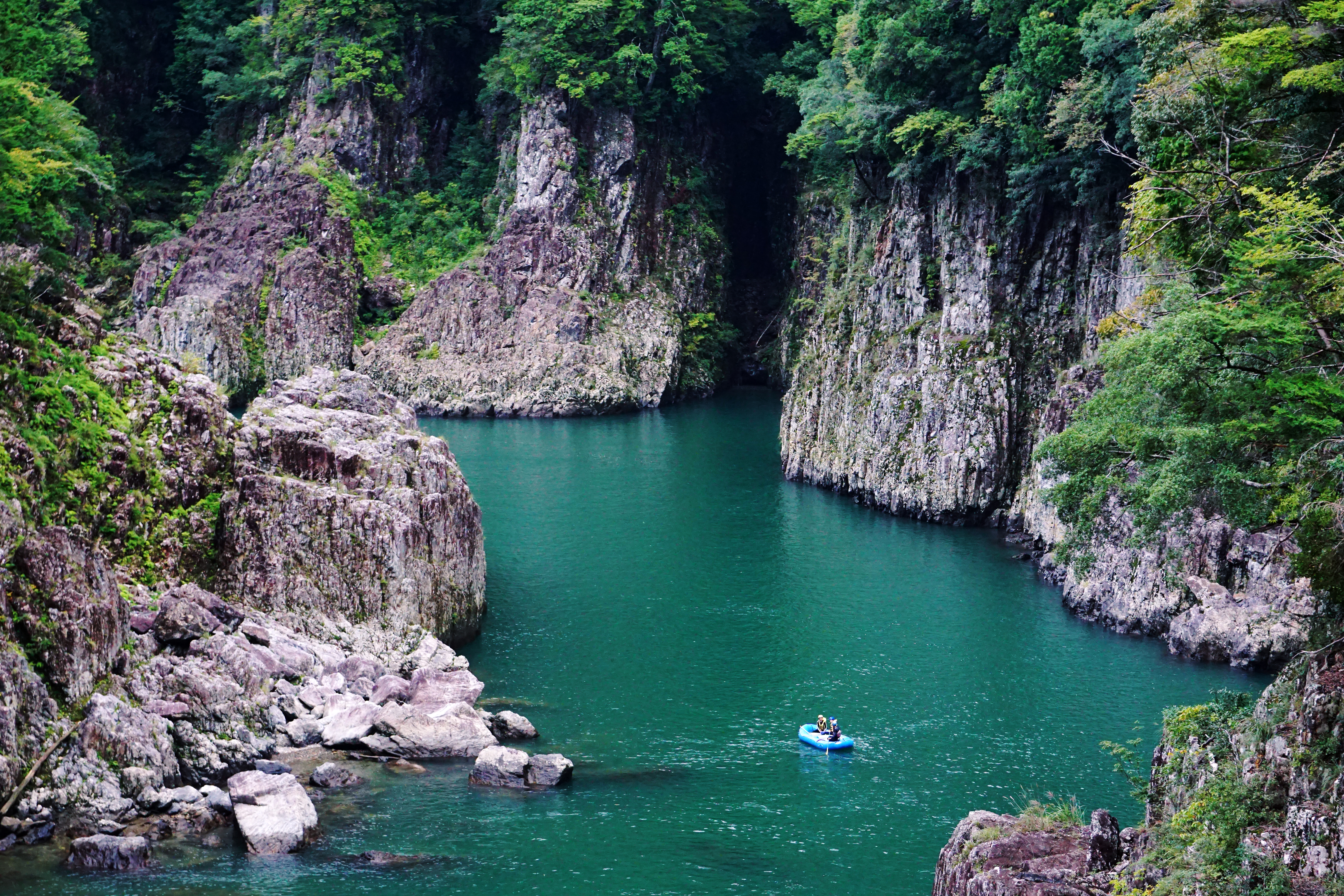
瀞八丁

※大徳寺方丈庭園、本願寺大書院庭園の画像は未収録

## 中国・四国地方

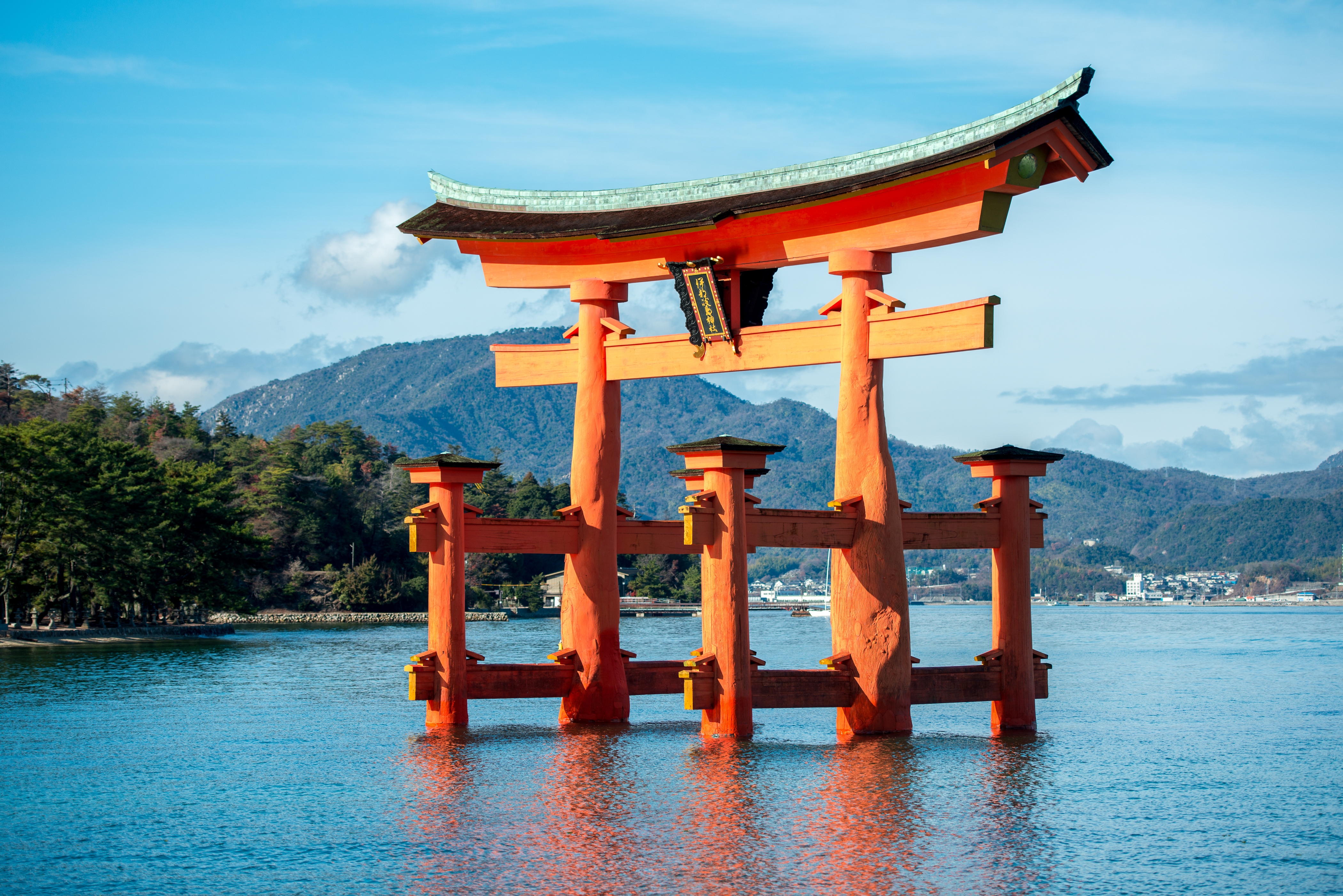
厳島

- 岡山後楽園（おかやまこうらくえん） 日本三名園
- 三段峡（さんだんきょう）
- 厳島（いつくしま） 日本三景 / 特別史跡との重複指定
- 栗林公園（りつりんこうえん）

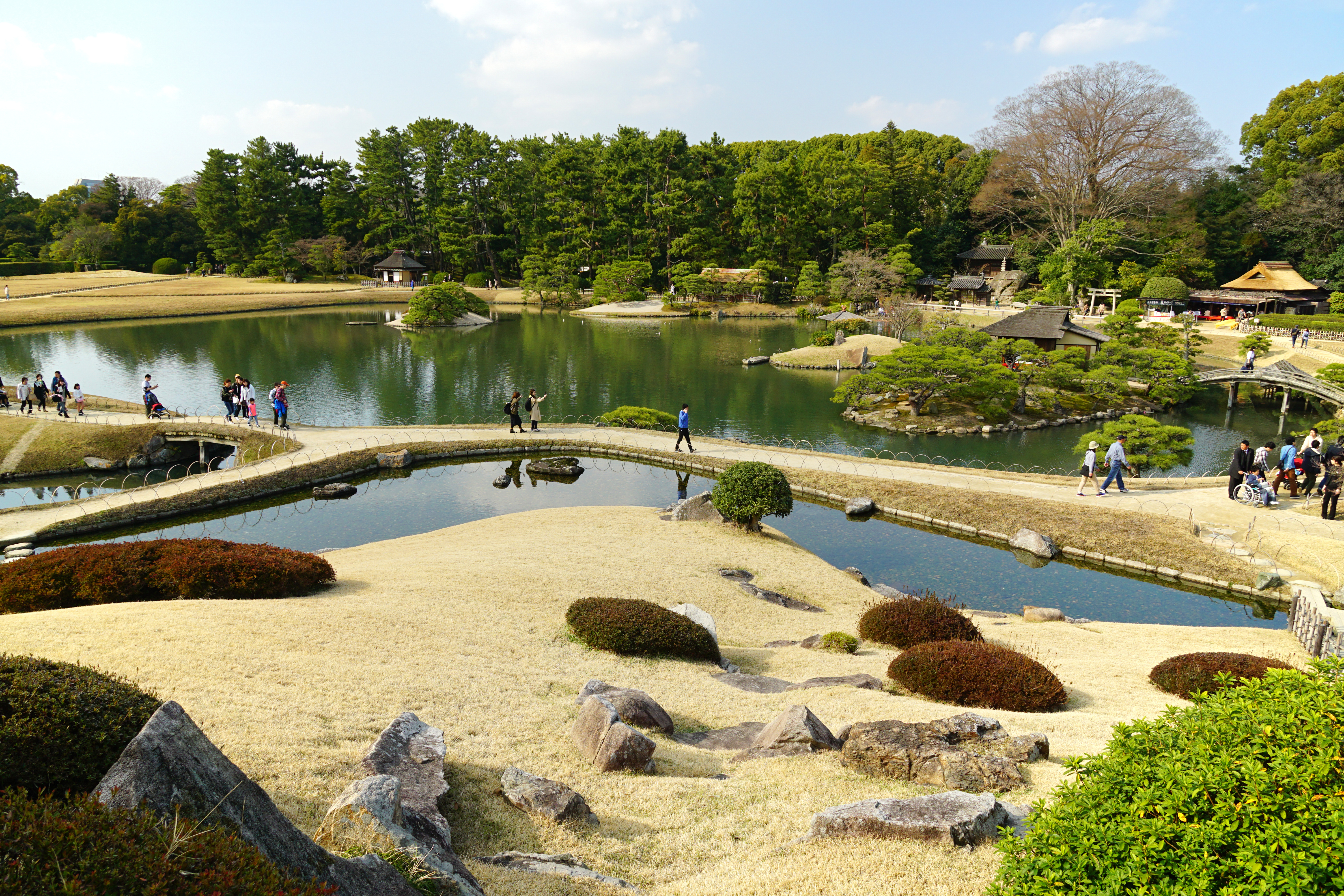
岡山後楽園
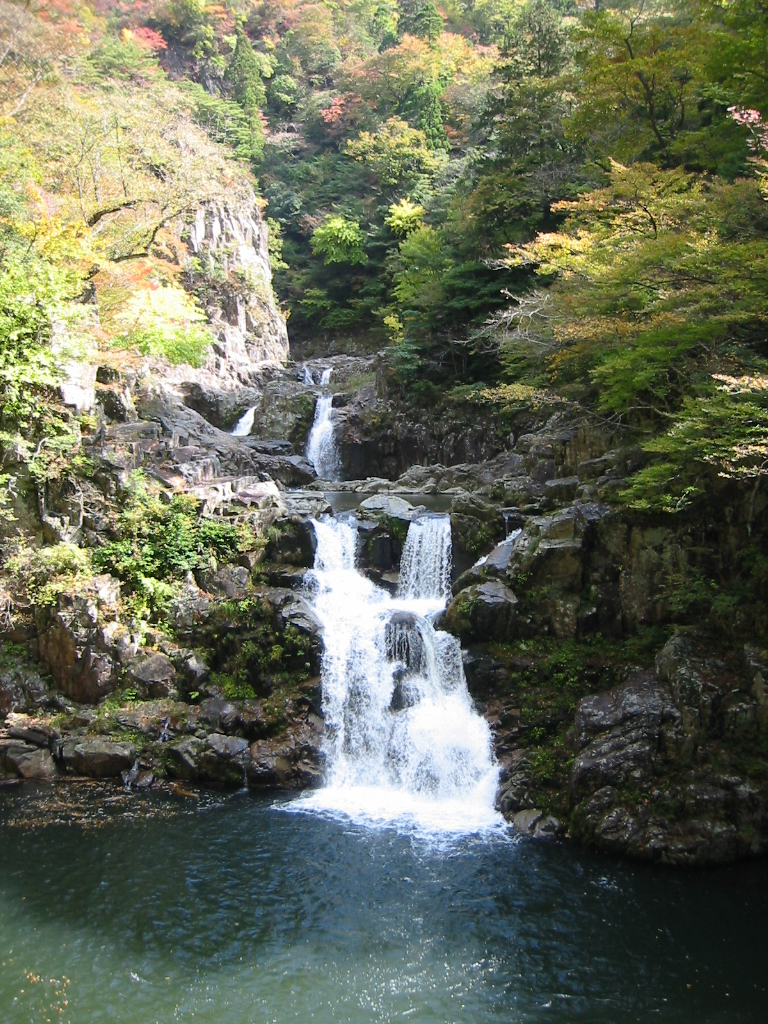
三段峡
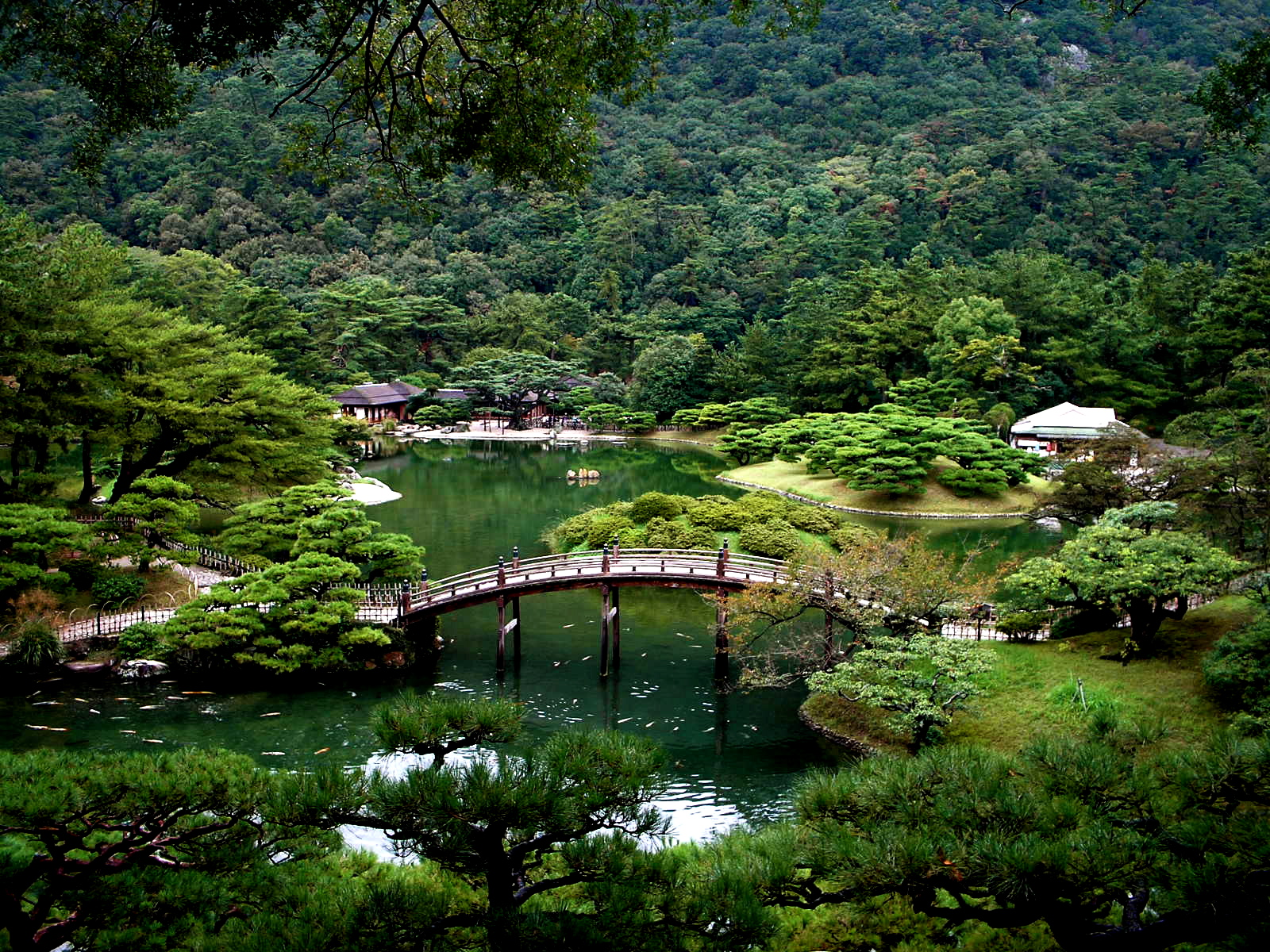
栗林公園

## 九州・沖縄地方
- 虹の松原（にじのまつばら）

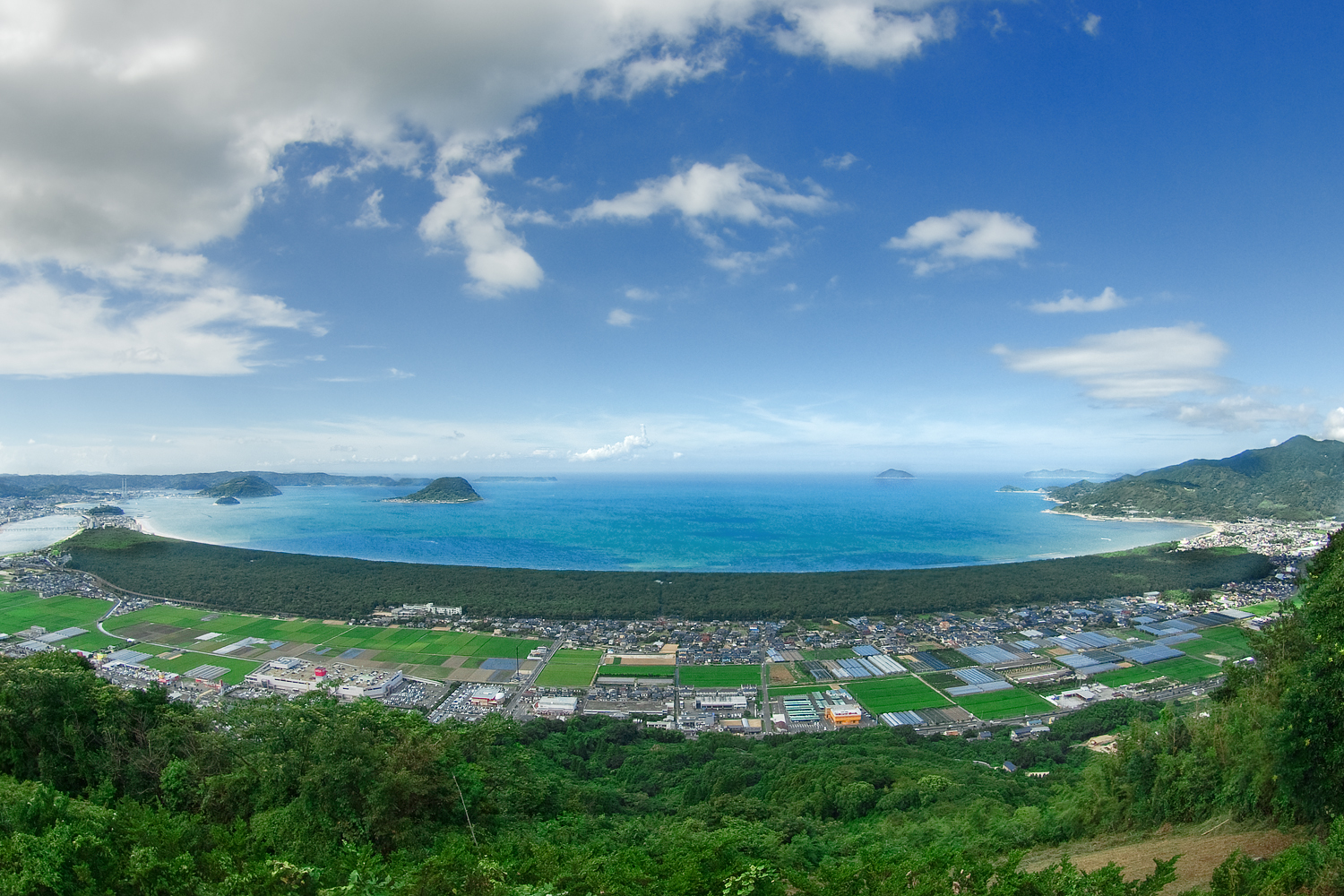
虹の松原

- 雲仙岳（うんぜんだけ） ※指定名称は「温泉岳」
- 識名園（しきなえん）

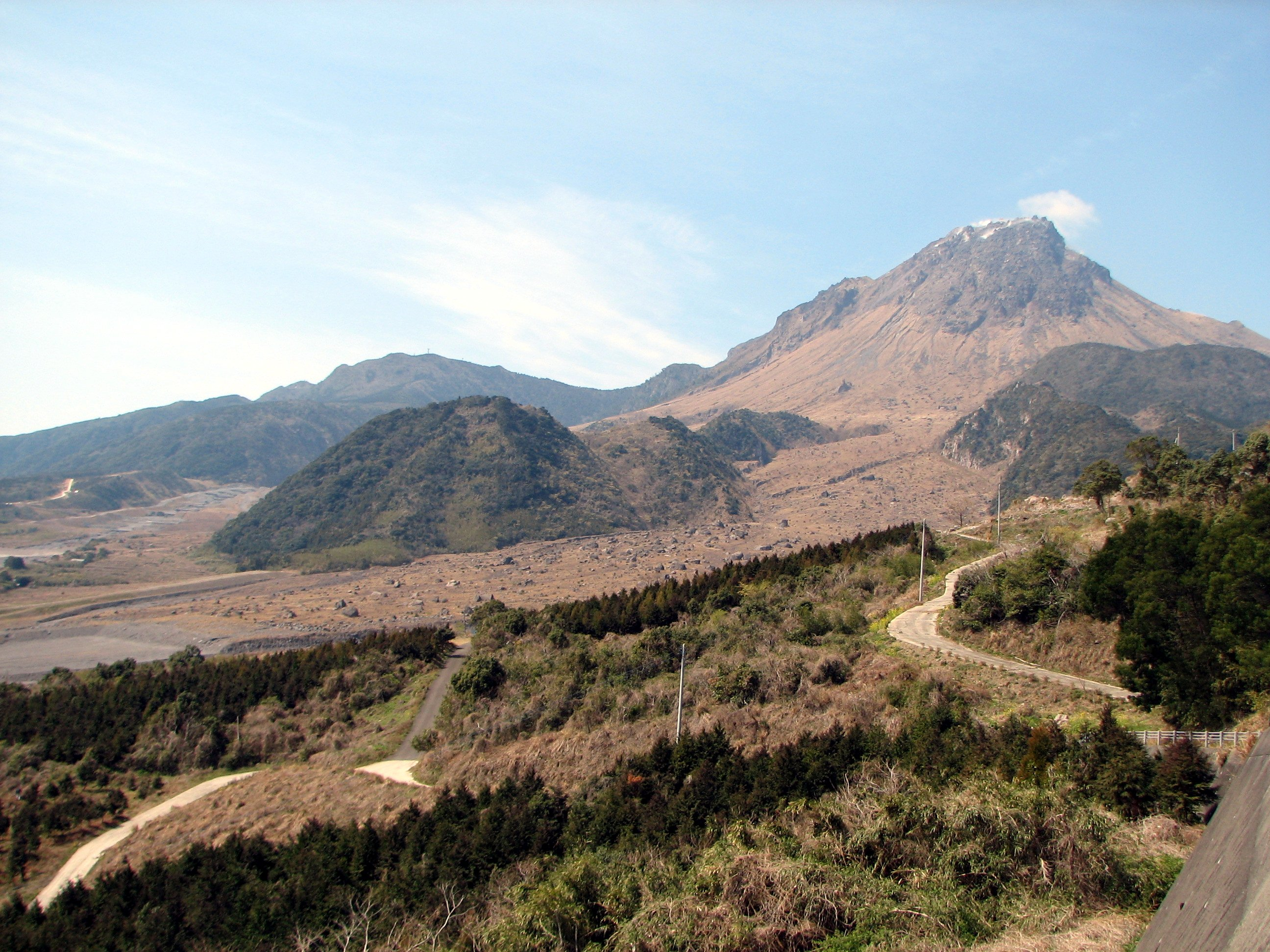
雲仙岳
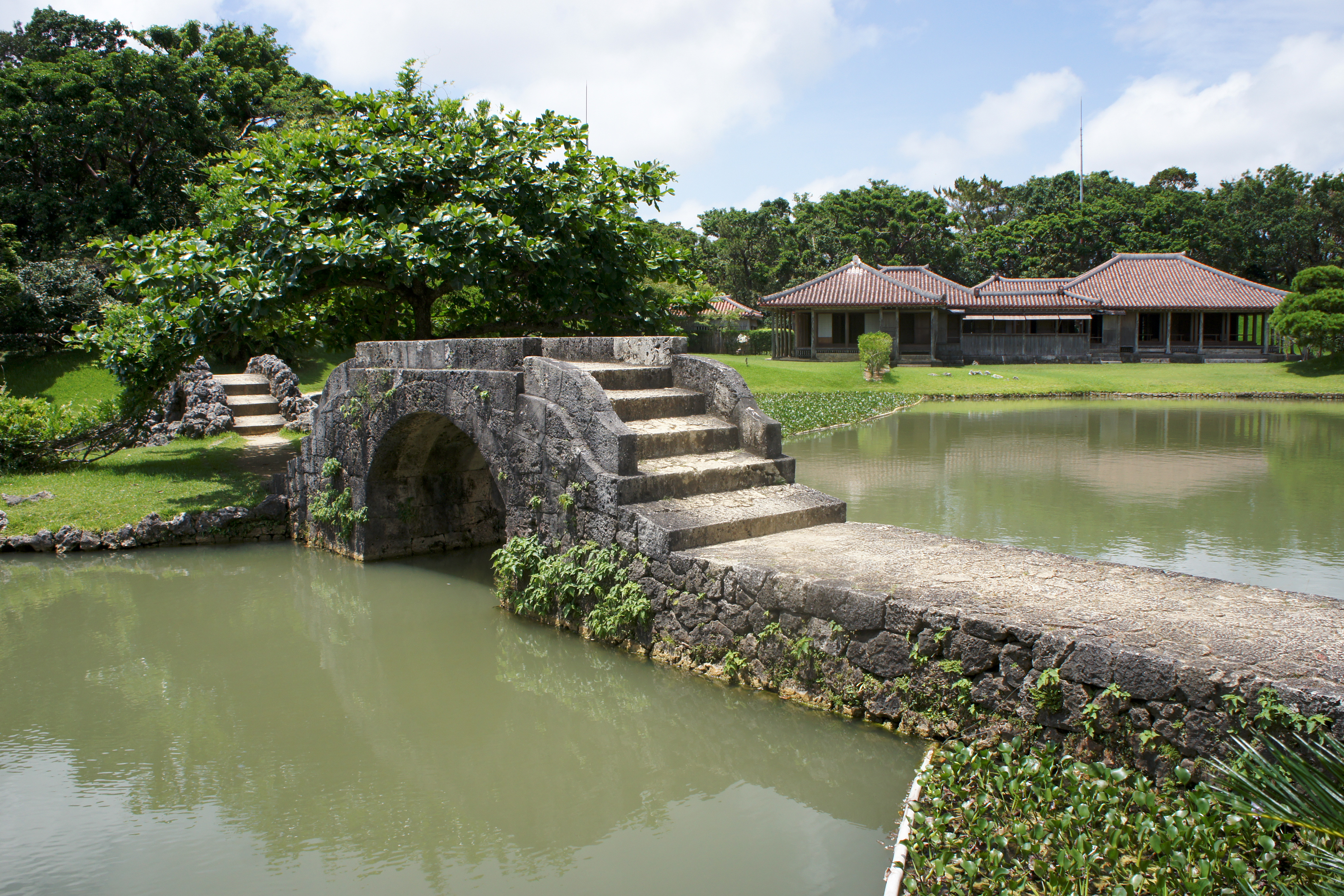
識名園